# Musée d'Art et d'Archéologie de Senlis
Le musée d'Art et d'Archéologie de Senlis est situé dans le centre historique de la ville de Senlis, à proximité de la cathédrale de Senlis. Il est abrité dans l'ancien palais épiscopal de la ville, classé monument historique depuis 1964, et accueille une collection de beaux-arts, d'arts décoratifs et d'archéologie locale. Pour la restauration entière du bâtiment à partir du mois de juillet 2007, le musée a dû fermer au public, avec une réouverture prévue initialement pour février 2009. Des découvertes archéologiques ont retardé la progression des travaux, mais en septembre 2009, ils étaient pratiquement terminés, sauf pour la galerie Renaissance et la chambre des anges, dont la rénovation intérieure n'avait pas encore commencé. La réouverture était alors envisagée pour septembre 2010, mais les marchés publics n'ayant pas été passés à temps, de nouveaux retards sont survenus. Finalement l'inauguration après les travaux a eu lieu le 23 juin 2012.

## Histoire du musée

### Un double début
Comme dans de nombreuses villes françaises, c’est une société savante, le Comité archéologique, créée en 1862, qui prend l’initiative de réunir des collections à caractère historique et archéologique dans l’abbaye Saint-Vincent, où il tient ses réunions pendant les premières années. Il recueille ainsi de nombreux dons et le mobilier de différents chantiers de fouilles, dont les arènes de Senlis et le temple gallo-romain de la forêt d'Halatte. Le noyau initial des collections est transféré en 1867 au palais épiscopal, où le comité loue dans un premier temps la chapelle du chancelier Guérin au 1er étage, et le musée ouvre pour la première fois le 10 juin 1867. Au début, les collections sont encore mal présentées et comme il n'y a pas de surveillance, de nombreux objets disparaissent. Le comité décide alors de n'autoriser la visite que lors de la présence d'un membre du comité. Au fil des ans, les collections ne cessent de prendre de l'ampleur, et dans les années 1920, le musée occupe pratiquement tout le premier étage.
En 1876, la municipalité de Senlis décide à son tour de créer un musée. D'après Claude Finon, la raison de la création d'un second musée, au lieu de réunir toutes les collections dans un seul lieu, est d'ordre politique. En effet, le Comité archéologique compte une cinquantaine de châtelains et de nombreux ecclésiastiques et grands propriétaires parmi ses membres, ce qui dissuade certaines personnes à lui faire don d'objets et œuvres d'art : le climat de la Troisième République devient anticlérical. Les collections sont réunies provisoirement dans la salle d’honneur de l’hôtel de ville. Des dépôts de l’État ainsi que des dons de particuliers, notamment de Paul Marmottan et Alphonse de Rothschild, viennent l’enrichir après son transfert dans la chapelle de l'ancien hôpital de la Charité, où il est inauguré le 24 juillet 1887. Le public est accueilli tous les dimanches de 13 h 00 à 17 h 00. Ce nouvel établissement est surtout orienté vers les beaux-arts,.

### La fin du premier musée municipal
« Extraordinaire fouillis où voisinaient le meilleur et le pire » selon un guide touristique de 1958, le nouveau conservateur Charles-Jean Hallo décide en 1934 de transformer le musée municipal en musée de la Vénerie. Bien introduit dans le milieu de la vènerie, il y suit l'une de ses passions personnelles et parvient à gagner la municipalité pour sa cause. Comme conséquence, les collections historiques sont en grande partie dispersées avec la réorganisation mise en place en 1935. Les pièces les plus intéressantes en rapport avec la ville et sa région, hormis les tableaux, sont confiées à la Société d'histoire et d'archéologie pour son musée. Les tableaux sont accrochés à l'hôtel de ville, au tribunal d'instance, au tribunal de commerce et à la sous-préfecture. Pratiquement tout le reste sert à Charles Hallo de monnaie d'échange pour obtenir des objets en rapport avec le nouveau thème du musée de la part d'autres musées, partout en France. À l'étroit dans la chapelle, où une bonne partie des collections doit rester dans les réserves, le musée de la Vènerie déménage dans le logis du prieur de l'ancien prieuré Saint-Maurice en 1956.

### Le nouveau musée du logis de l'Haubergier

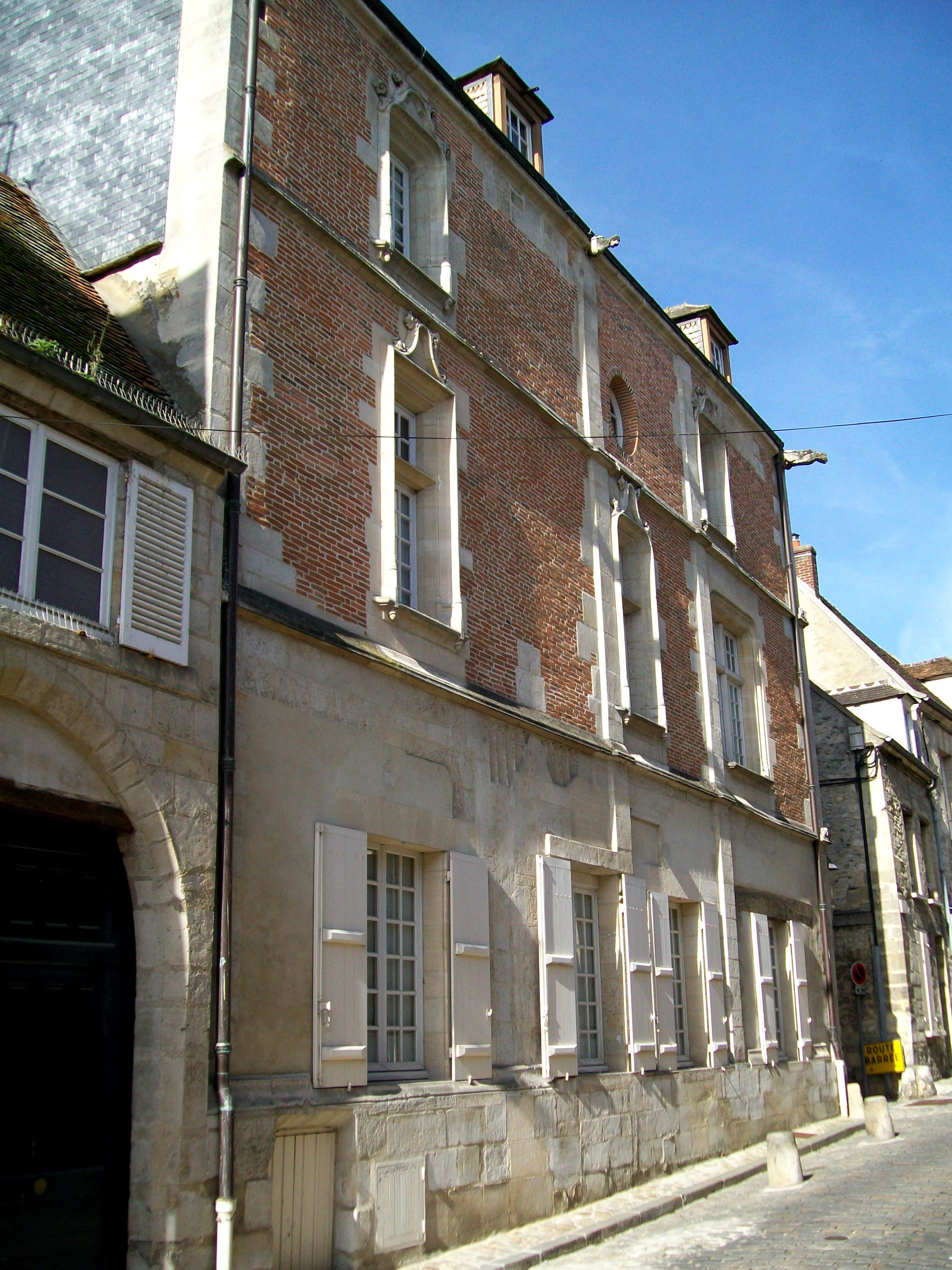
Le logis du Haubergier, rue Sainte-Geneviève, musée de 1927 à 1981.

Le musée du Comité archéologique, rebaptisé Société d’histoire et d’archéologie de Senlis en 1920, doit quitter l'ancien évêché après que le préfet lui a donné congé en 1926. Elle doit définitivement céder la place au tribunal d'instance, qui avait été installé d'urgence en 1914, à la suite de l'incendie de ses locaux dans l'ancien hôpital de la Charité, et déjà tenté en vain d'expulser le musée en 1917. C'est un coup de fouet pour la Société, qui doit faire un grand effort financier pour assurer la pérennité du musée. En juillet de la même année, la Société signe le bail pour l'hôtel du Haubergier, pour une durée de dix-huit ans, au prix de cinq mille francs par an. Le déménagement et l'installation prennent moins d'un an. L'inauguration solennelle du nouveau musée régional a lieu le 16 juin 1927 avec la présence de nombreuses personnalités, dont le ministre de l'Instruction publique et Paul Vitry, l'un des conservateurs du musée du Louvre. Le musée s'organise comme suit : le lapidarium dans la cour ; des vestiges architecturaux dans la cave voûtée ; la bibliothèque au rez-de-chaussée ; onze vitrines avec les objets les plus précieux au 1er étage (céramique, ferronnerie, poterie, sceaux, dessins de Watteau) ainsi que des sculptures, des tableaux et des gravures accrochés aux murs ; et trois pièces consacrées à l'archéologie au 2e étage, dont deux pièces consacrées aux Arènes et au temple de la forêt d'Halatte respectivement.
Avec le début de l'occupation allemande en 1940, la fréquentation du musée baisse sensiblement, et la Société d’Histoire et d’Archéologie ne peut quasiment plus compter sur les recettes que lui procuraient jusque-là les droits d'entrée aux arènes et au musée. En même temps, la propriétaire ne veut pas lui accorder les 50 % de réduction de loyer que prévoit la législation alors en vigueur, et les rapports entre les deux partis se dégradent au point d'aboutir sur une procédure de justice interminable. Puis la tour d'escalier au sud du bâtiment est endommagée par un obus allemand en 1940, et la propriétaire refuse de prendre en charge la reconstruction. Les combles sont désormais inaccessibles, et le musée ferme bientôt après.

### Le retrait de la Société d’histoire et d’archéologie
Après la guerre, la Société d’histoire et d’archéologie souhaite rapidement rouvrir le musée du logis de l'Haubergier, mais le litige avec la propriétaire ne prend fin qu'en 1947, et les moyens lui font cruellement défaut. Dans un premier temps, la municipalité accepte de prendre en charge le loyer à partir de 1949, mais le musée reste toujours fermé. Dans un deuxième temps, la Société abandonne toutes ses collections à la ville en 1952, sauf la bibliothèque, n'exigeant en contrepartie que la mise à disposition d'un local pour cette dernière et d'une salle pour les réunions mensuelles. Ce n'est qu'alors que la ville entame la restauration du vieil hôtel pour qu'il retrouve son aspect d'origine, et le musée reste toujours fermé pendant les quatre ans qui suivent. La présentation est réorganisée suivant les techniques de la muséologie moderne. Après sa réouverture partielle en 1955 (cave et rez-de-chaussée), la municipalité se trouve dotée de deux musées : le musée de la Vénerie à la Charité et le musée d’art et d’archéologie dans l’hôtel du Haubergier. Le premier étage n'ouvre qu'en 1961 et le second étage en 1973, soit une trentaine d'années après la fermeture.

### Le retour dans l'ancien palais épiscopal

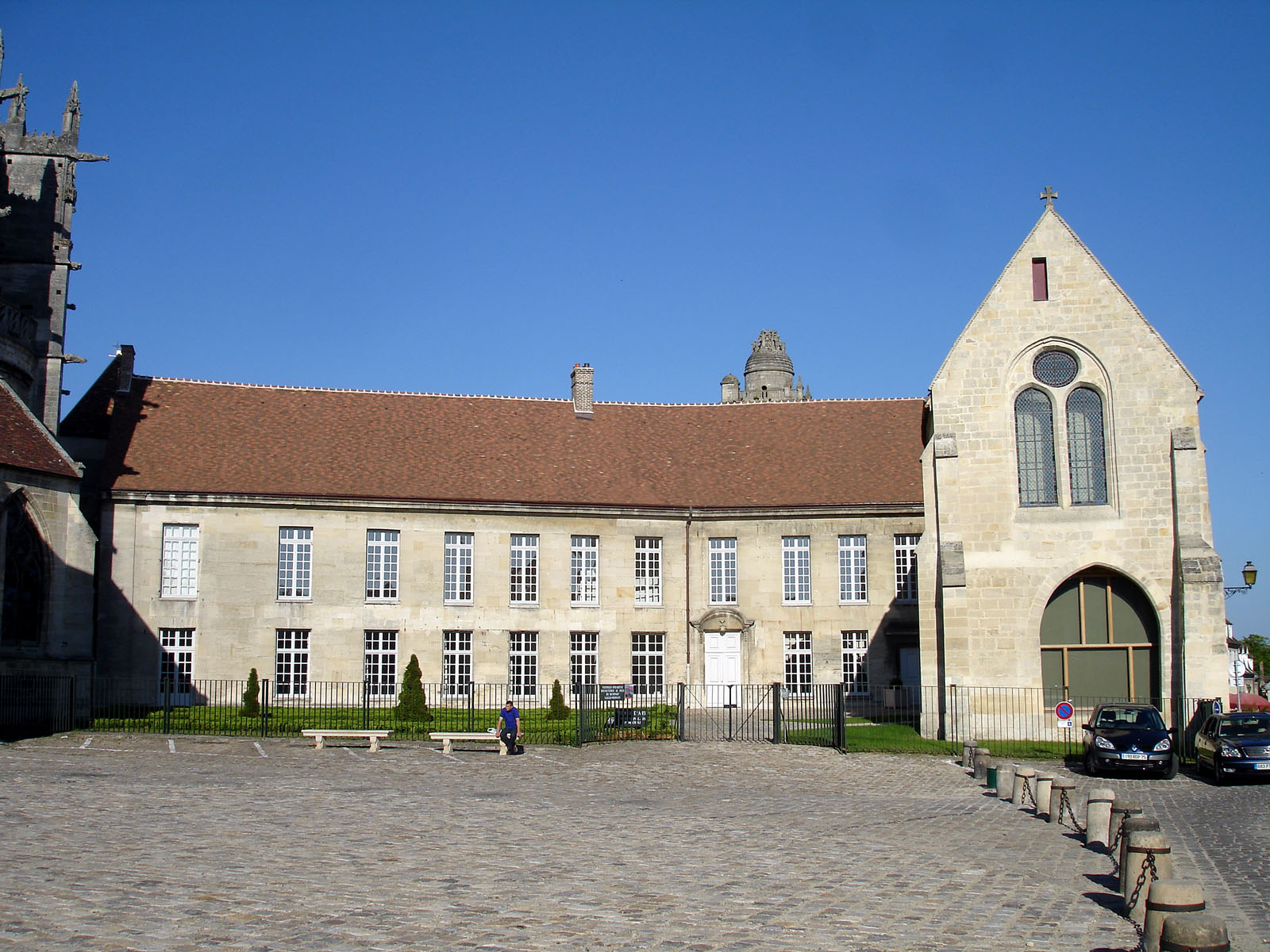
Façade ouest du musée, donnant initialement sur une cour intérieure.

Le musée d'art et d'archéologie, parfois appelé musée régional, enrichit ses collections de beaux arts avec des tableaux de deux peintres indissociables de Senlis, Thomas Couture et Séraphine Louis. Or, le logis de l'Haubergier est relativement exigu, et la municipalité décide donc de racheter l'ancien palais épiscopal auprès du département pour y installer de nouveau le musée. L'occasion se présente avec la construction de la nouvelle cité judiciaire, qui est inaugurée en 1981. Soixante-sept ans d'utilisation comme tribunal prennent fin. L'ancien évêché devient ainsi vacant, et la ville y transfère l'inventaire du musée de l'Haubergier dès 1982, avant la fin des travaux d'aménagement. Grâce aux locaux plus spacieux, une partie des collections qui était reléguée aux réserves peut désormais être présentée au public. Bon nombre de tableaux étaient entreposés depuis 1936 dans le grenier de l'hôtel de ville et des locaux techniques de la ville. Les travaux de rénovation et d'aménagement muséographique prennent plusieurs années, et ce n'est donc qu'en 1989 que le musée d'art et d'archéologie est inauguré officiellement dans l'ancien palais épiscopal, renouant avec le premier musée senlisien né en 1867. Une partie des collections est temporairement exposée dans l'hôtel de Vermandois, qui sert d'annexe au musée depuis 1971
En dépit des travaux de restauration conduits à la fin des années 1920 et pendant les années 1980, la structure du bâtiment n'a encore jamais été réhabilité en profondeur, et de multiples éléments d'un grand intérêt archéologique ne sont pas mis en valeur, voire dissimulés comme conséquence des remaniements successifs. Une nouvelle campagne de travaux peut enfin être mené à partir de 2005, grâce à une importante donation privée de 2001. Elle permet de réhabiliter la chapelle du chancelier Guérin jusqu’alors fermée à la visite, de réviser les toitures en totalité et de faciliter le circuit du public par l’implantation d’un ascenseur. Les travaux en cours depuis juillet 2007 s’achèveront avec la restauration de la galerie d'époque Renaissance et avec la mise en place de la muséographie.

## Le domicile du musée: l'ancien palais épiscopal

### L'histoire du bâtiment jusqu'à la suppression du diocèse de Senlis

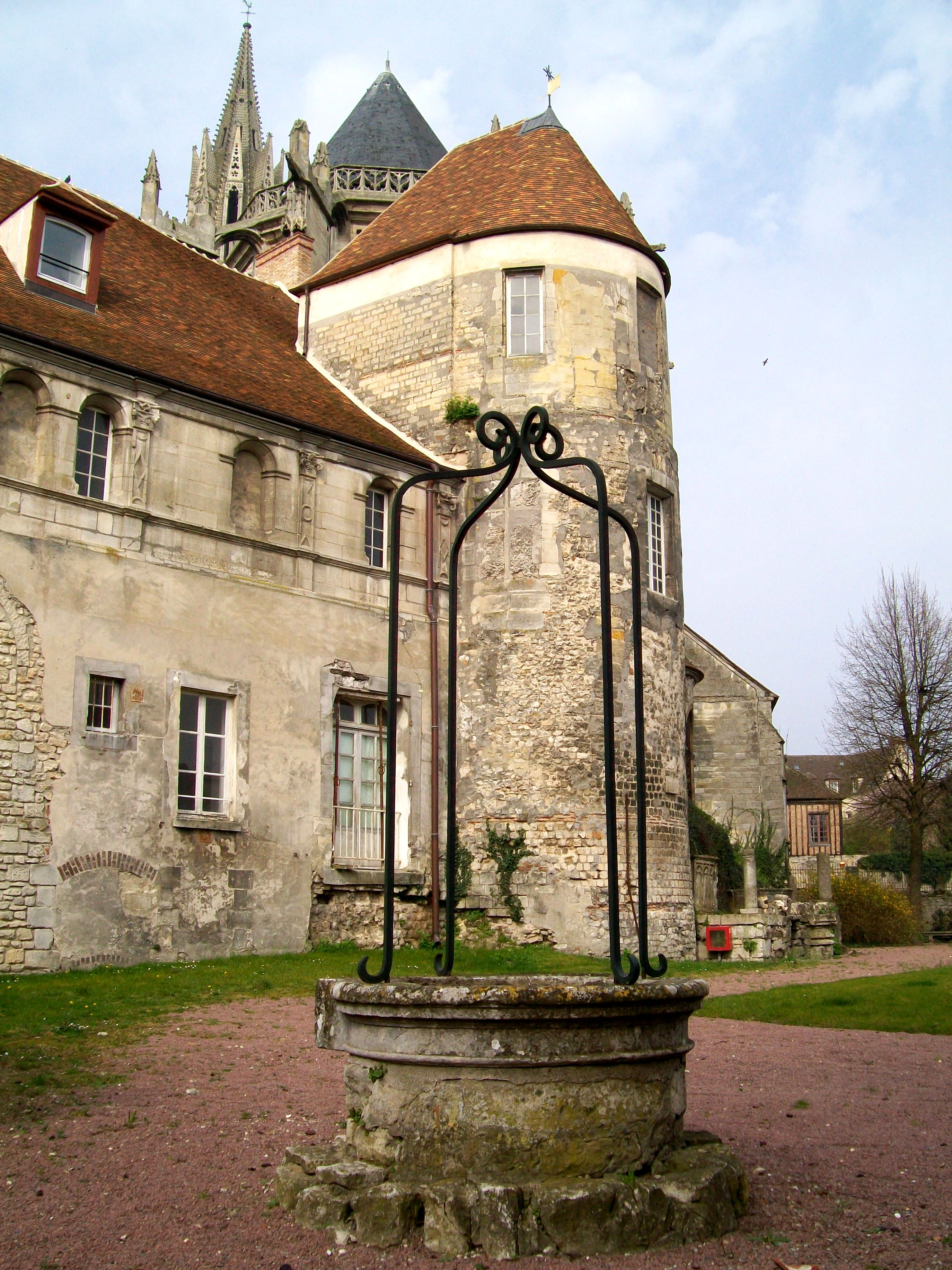
La tour des Anges, vue depuis le jardin de l'évêché. Parementée en opus mixtum (opus vittatum de moellons en bancs, séparés par des arases de briques), la tour est aménagée au XVIe siècle en oratoire au dernier étage.

Le diocèse de Senlis remonte vraisemblablement à l'empire romain et peut-être à Rieul de Senlis, personnage plus légendaire qu'historique à la biographie quasiment inconnue, comme premier évêque, mort vers 260. Or, la date de l'installation des évêques dans la cité demeure elle aussi inconnue, et il serait hâtif de conclure que le palais épiscopal aurait été fondé à la même époque que le diocèse. Aucun autre bâtiment n'a existé en ce lieu depuis l'édification de l'enceinte gallo-romaine, ce qui laisse les origines en suspens. Il est toutefois probable que le palais soit implanté à son emplacement actuel depuis la fondation de la cathédrale au XIe siècle. En 1120, la « maison de l'évêque » est mentionnée pour la première fois dans un document écrit, à savoir un acte royal de Louis VI. À la fin du XIIe siècle, cette maison se compose pour l'essentiel d'une aula ou grande salle destinée aux assemblées et festins, ainsi que d'une chapelle. L'habitation de l'évêque n'est pas encore mentionnée et doit être bien modeste. En effet, Senlis est le plus petit diocèse de la province de Reims et ne jouit pas de revenus importants.
Un premier agrandissement de l'évêché pourrait dater du chancelier Guérin (1157-1227) qui devient évêque de Senlis en 1213. Il fait ériger la chapelle dite du chancelier Guérin, qui subsiste encore de nos jours à l'extrémité sud-ouest du corps de bâtiments. Elle était dédiée à Saint-Pierre-et-Saint-Paul. La chapelle proprement dite se situe à l'étage, le rez-de-chaussée ayant servi de remise pour les carrosses de l'évêque. Les vestiges d'une baie ayant été découverts à l'est, identique à celle de l'ouest ; l'on peut en déduire que la chapelle n'était initialement pas reliée au palais épiscopal proprement dit. Sinon, la disposition exacte du palais jusqu'au XVe siècle n'est pas mentionnée par les sources, qui du reste sont rares jusqu'à cette époque : les archives de l'évêché ont été détruites pour leur majeure partie dans un incendie de 1486. La chronique ne dit pas si les dommages ont entraîné d'autres dégâts sur le palais, et il en est de même de l'incendie dans la cathédrale de 1506. - Hormis les bâtiments toujours debout à l'heure actuelle, existait une aile lui faisant face à l'ouest, perpendiculaire à la cathédrale, orientée dans un sens nord-sud. À l'extrémité sud, se situait un bâtiment solide, qui a été interprété comme la prison ou l'auditoire de l'évêque. Cette aile n'a été démolie qu'à la suite du rachat de l'ancien palais épiscopal par la ville de Senlis en 1858, et comportait un grand portail en son milieu ainsi que le logis du concierge. Le croisillon sud du transept de la cathédrale donnait ainsi sur la cour du palais épiscopal, et le portail n'existait pas encore jusqu'au milieu du XVIe siècle. Des bâtiments étaient accolés à la façade sud de la cathédrale sur cette cour : auditoire du chapitre (qui avait sa propre justice, écuries, grenier et locaux administratifs). Ils ont été démolis en 1531 pour permettre la création du portail sud de la cathédrale. Les fouilles effectuées à ce jour ne permettent pas de dire les dimensions et emplacements exacts de ces bâtiments. L'on sait par contre qu'un mur formait la cour vers le sud, entre la chapelle du chancelier Guérin et l'aile occidentale disparue,,.

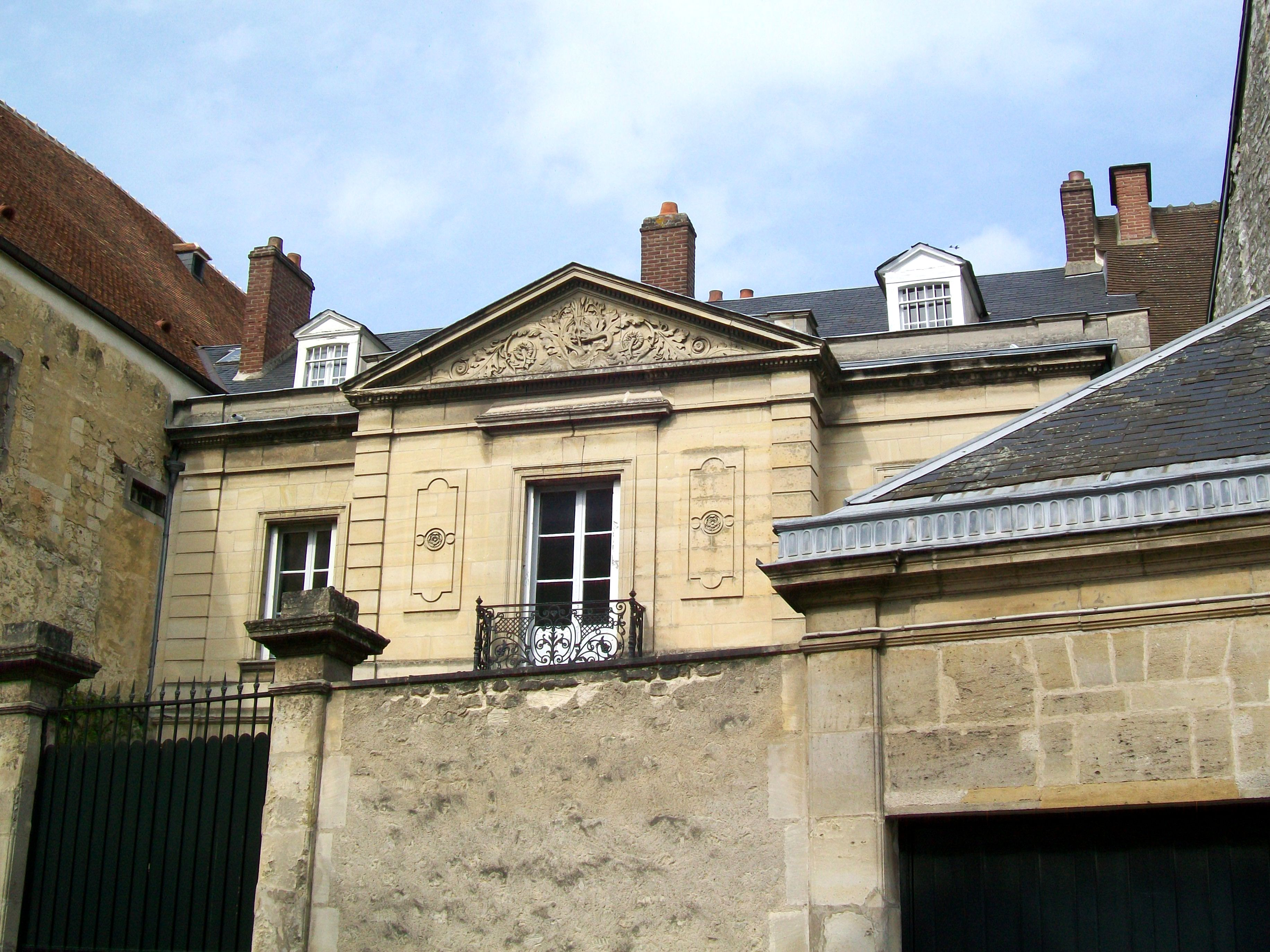
Extension du palais de 1624 sur la rue du Chancelier-Guérin, aujourd'hui habitation.

Le palais épiscopal est adossé à l'enceinte gallo-romaine plus particulièrement de la tour no 4 dite « tour des Archives » ou « tour des Anges » jusqu'à la tour no 6 qui faisait partie de la défense de la porte de Rheims, à l'extrémité sud-est du bâtiment médiéval, rue du chancelier Guérin. L'étage de la tour no 6 a pu abriter la première chapelle, à l'instar de ce qui se fit à Reims. La porte ayant été démolie en 1806, il n'est plus possible de le déterminer avec certitude. Quant à la tour no 5, elle a également disparu. Tout comme la tour no 4, elle a sans doute été utilisée par l'évêque, mais ces tours n'étaient reliées au palais que par le rempart. Le confort du palais épiscopal était sommaire, et les évêques ne l'utilisaient guère comme résidence, privilégiant leur château de Mont-l'Évêque. D'autre part, vu la proximité de la ville de Senlis avec la cour, ses évêques étaient souvent des hauts dignitaires qui cumulaient de diverses fonctions, et s'absentaient la plupart du temps de Senlis. De ce fait, l'influence du chapitre Notre-Dame primait devant le pouvoir local de l'évêque. La tour no 4 a été rehaussée par un petit oratoire sous l'évêque Charles de Blanchefort (évêque de 1499 à 1515) dont la clé de voûte porte les armes, afin de pouvoir éviter la chapelle Saint-Pierre-et-Saint-Paul desservie par un membre du chapitre auquel il était opposé par un conflit de pouvoir. Guillaume III Petit (évêque de 1528 à 1536), fait ensuite construire une galerie sur la courtine du rempart, dans le style de la Renaissance.
C'est la période des travaux du portail sud de la cathédrale, donnant lieu à des remaniements du palais épiscopal dont certaines dépendances sont alors démolies (voir ci-dessus). L'évêque en profite pour se faire aménager un nouveau logis dans l'ancien hôtel du Jason, à l'angle des rues Saint-Pierre et du Chancelier-Guérin. L'hôtel du Faisan limitrophe est également incorporé dans l'évêché, apparemment pour servir de passage. Ces extensions se situent en dehors du périmètre de la cité ; à leur suite, les évêques habitent plus régulièrement leur palais. Le cardinal de la Rochefoucauld ne s'en contente pas et fait démolir les deux hôtels peu avant de se démettre de la fonction d'évêque de Senlis, en 1624. Une extension du palais épiscopal est construite à leur emplacement, avec une petite cour sur la rue du chancelier Guérin devant une façade surmontée d'un fronton et comportant une entrée. Cette extension comporte aussi une façade sur la rue Saint-Pierre. Elle n'entre pas dans le musée d'art et d'archéologie et est propriété privée, partagée entre plusieurs habitations. En dépit de l'amélioration du confort qu'elle a apporté, le palais épiscopal n'est plus guère utilisé à partir du milieu du XVIIIe siècle,,.

### L'histoire du bâtiment depuis la Révolution française

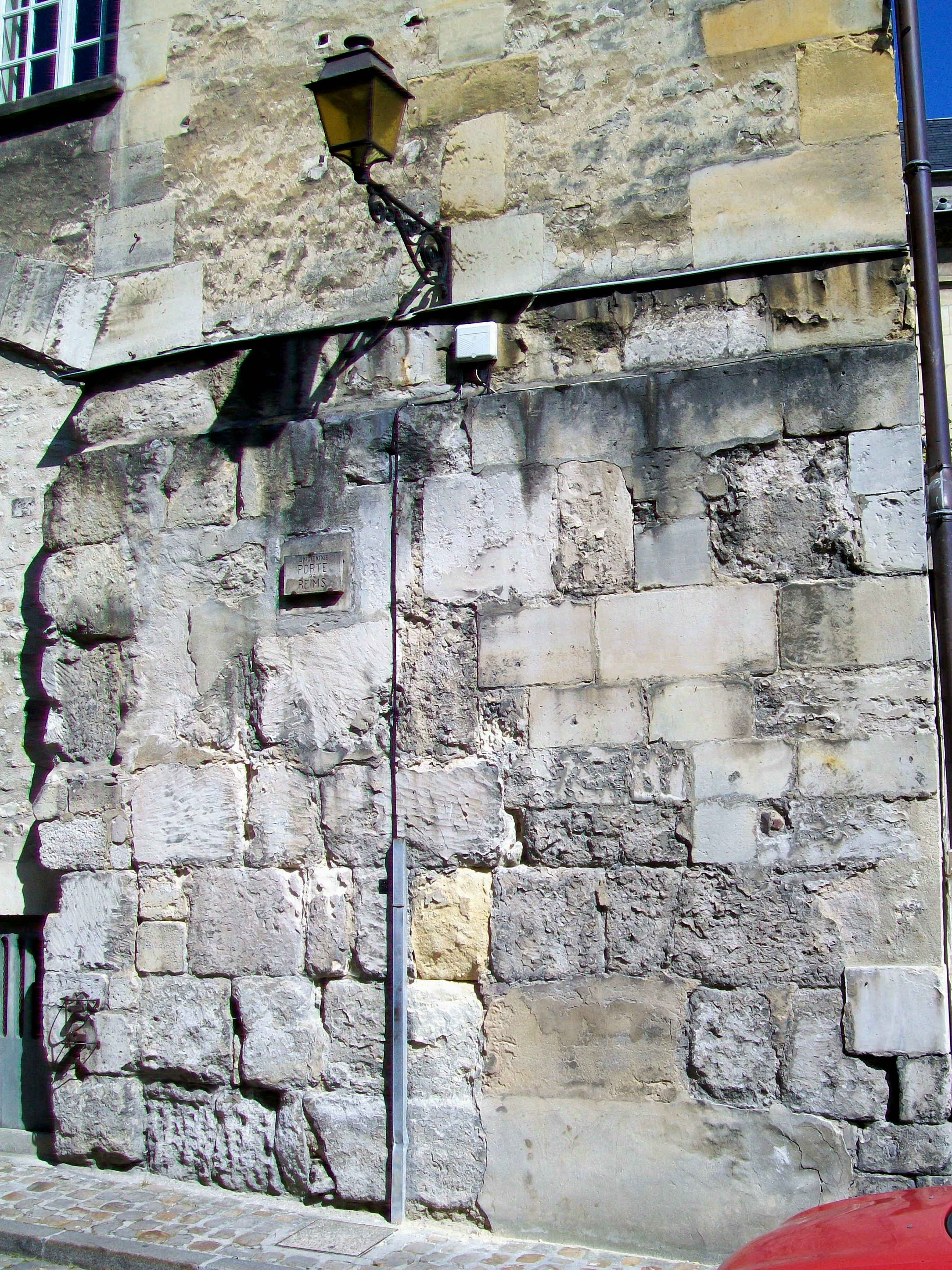
Vestige de la « porte de Rheims » démolie en 1806, sur l'ancien palais épiscopal, rue du Chancelier-Guérin.

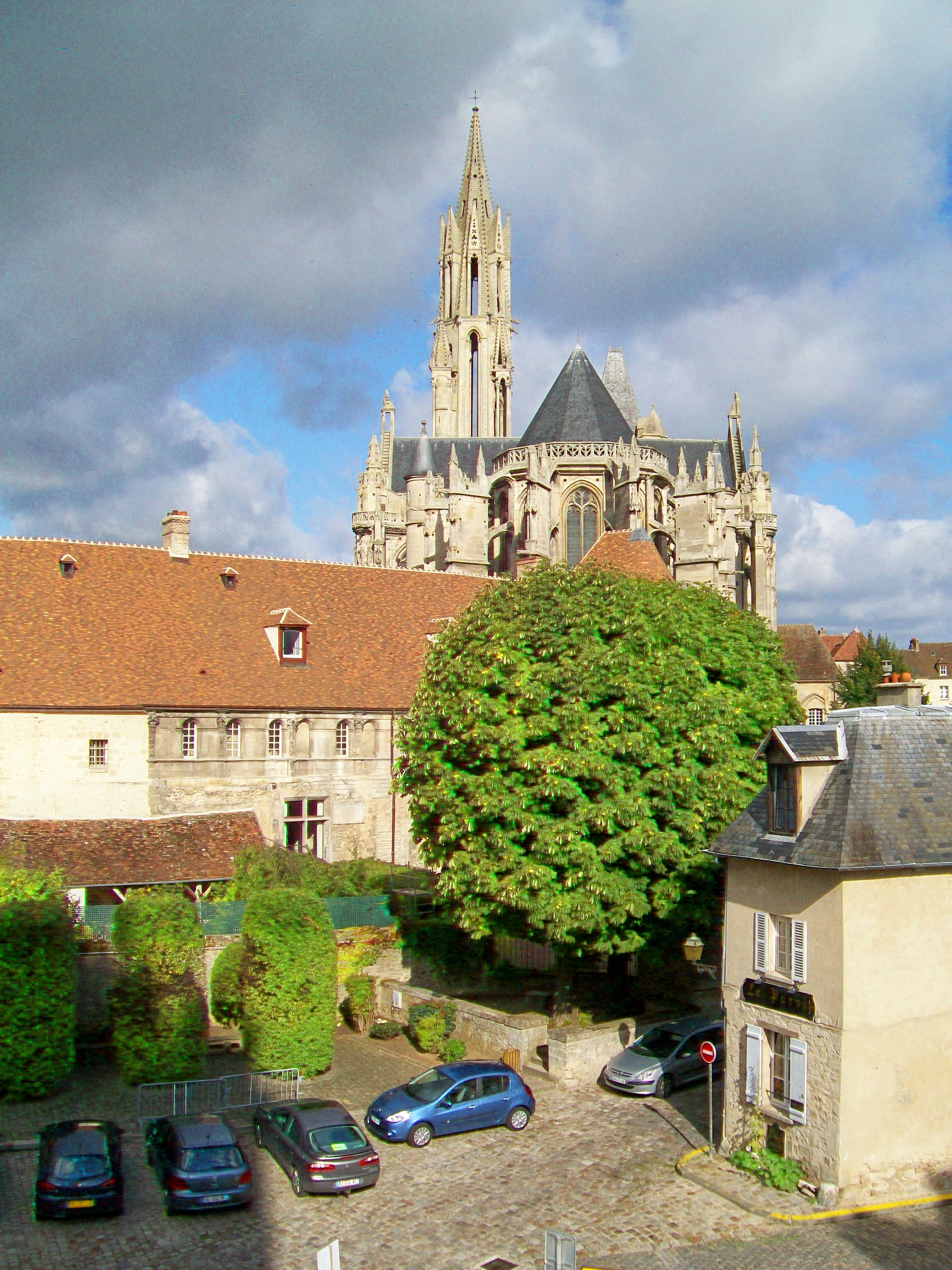
Ancien palais épiscopal et cathédrale ; vue depuis l'est.

Avec la Révolution qui voit la suppression du diocèse de Senlis, le palais épiscopal n'est pas vendu comme bien national, mais devient la propriété du Conseil de fabrique. Ce dernier loue une partie de l'étage au tribunal de district à partir de 1791, et vend les autres parties à des particuliers, qui les transforment en habitation. Le tribunal devient tribunal d'arrondissement avec la suppression du district de Senlis en 1795. La sous-préfecture est installée au rez-de-chaussée peu après 1805, mais déménage bientôt vers l'hôtel du Flammant, dans la rue des Cordeliers. La porte gallo-romaine sur la rue du chancelier Guérin, dite porte Bellon ou porte de Rheims, est démolie en 1805 ; ses traces sur le mur extérieur du palais restent toujours visibles et sont désignés par une plaque. - La fermeture définitive de l'hôpital de la Charité en 1839 dégage cet important corps de bâtiments, et le tribunal y emménage en 1840,,,.
Entre 1842 et 1858, le palais connaît une utilisation militaire. Pendant cette période, en 1847, l'extrémité nord-ouest du palais, l'aile des cuisines du début de l'époque moderne, est démolie pour faire place à une chapelle au chevet de la cathédrale. En 1858, la ville rachète le palais au Conseil de fabrique et y installe le tribunal de commerce. Elle effectue d'importants travaux qui sont notamment destinés à mettre en valeur la cathédrale : l'ancien bâtiment de l'officialité barrant la cour à l'ouest est démolie en 1867 afin de dégager le portail sud de la cathédrale et le bras sud du transept. L'ancienne cour intérieure est ainsi ouverte, prolongeant l'espace de la place Notre-Dame vers l'est. L'entrée à l'ancien palais épiscopal est transférée depuis la rue du chancelier Guérin vers son emplacement actuel, à l'angle entre le corps principal et la chapelle du chancelier Guérin. Les salles dont le tribunal de commerce n'a pas besoin sont louées à différents utilisateurs : frères des écoles chrétiennes, militaires, salles de réunion, atelier de travail du bois, imprimerie.
Le peintre Thomas Couture aménage son atelier dans la chapelle du chancelier Guérin en 1860, utilisation qui ne dure pas puisque le musée y est installé sept ans plus tard (voir la section ci-dessus). D'autres locataires à côté du Comité Archéologique sont à cette époque la Croix-Rouge française et la chambre des notaires. En 1914, à la suite de la destruction du palais de justice dans l'ancien hôpital de la Charité le 2 septembre, jour de la bataille de Senlis, le tribunal de grande instance déménagé dans l'évêché. Le bâtiment est acquis par le département de l'Oise en 1922. Quand le tribunal d'instance retourne vers l'ancien palais épiscopal en 1927, les deux tribunaux occupent la totalité des locaux et ne laissent plus de place au musée.
En 1964, le bâtiment est classé au titre des Monuments Historiques dans sa totalité. Le tribunal d'instance part s'installer dans l'hôtel Dufresne de Saint-Leu en 1973, et l'année 1981 voit l'inauguration de la nouvelle cité judiciaire : le palais épiscopal devient vacant et est racheté par la ville de Senlis pour en faire son musée,. Une inscription à moitié effacée en dessus de l'entrée continue de rappeler l'utilisation comme tribunal.

### Architecture

#### Aperçu général
Le corps de bâtiments qui abrite l'actuel musée d'art et d'archéologie ne constitue qu'une partie du palais épiscopal dans ses extensions à la veille de la Révolution, l'aile occidentale ayant été démolie en 1858, et les extensions voulues par le cardinal de La Rochefoucauld servant aujourd'hui d'habitations particulières. Toutefois, les bâtiments du musée sont bien les éléments les plus intéressants de l'ancien évêché, tant sur le plan historique qu'archéologique, et correspondent au palais épiscopal proprement dit tel qu'il se présentait à l'époque médiévale. Résultat de campagnes de constructions successives, ce palais est entièrement conservé, sauf la tour nord de la porte de Rheims.

#### Différents vestiges

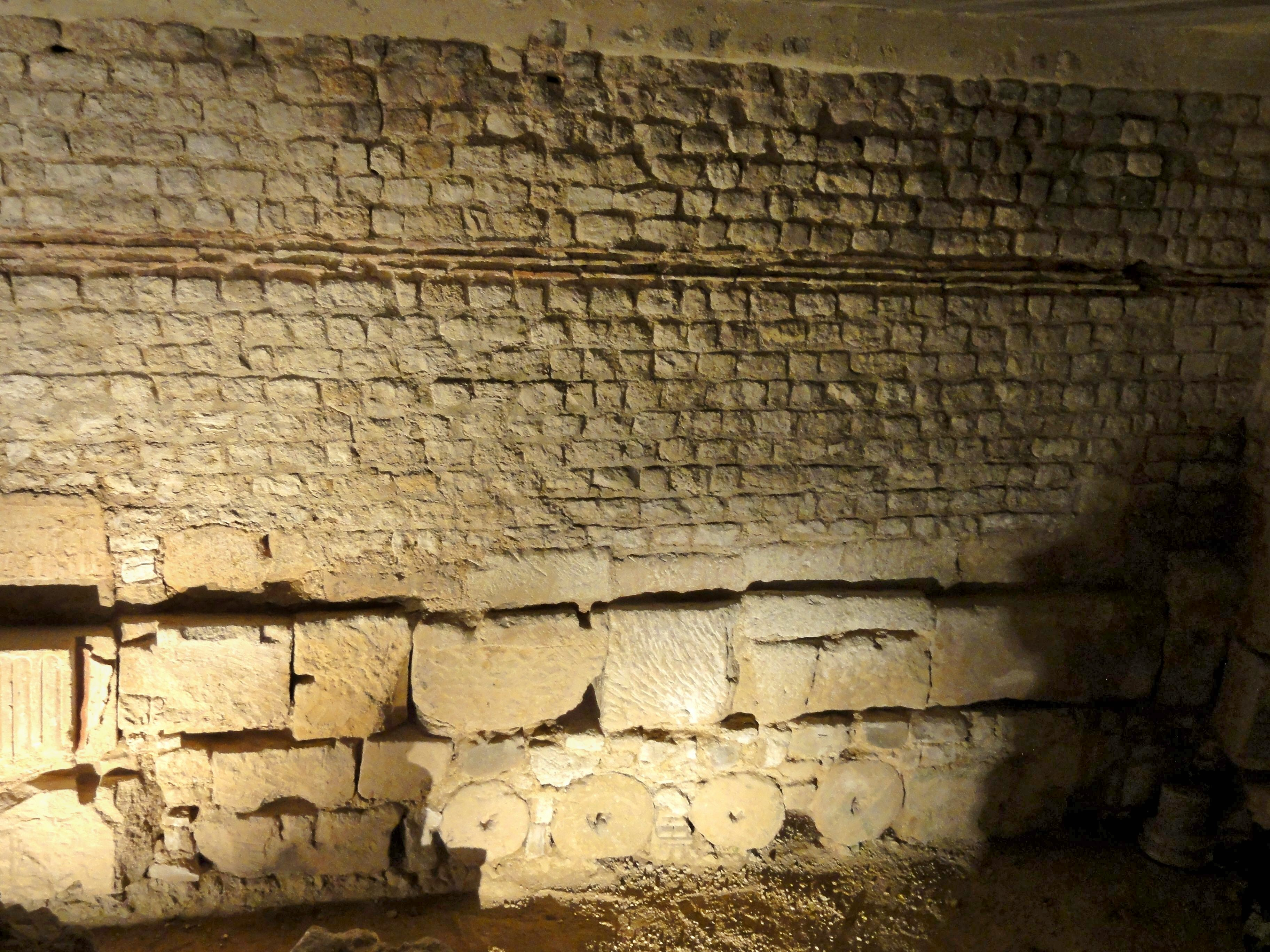
Enceinte gallo-romaine au sous-sol.

Comme bien des édifices du cœur de la ville, l'ancien palais épiscopal est adossé à la muraille du Bas-Empire dont les substructures et l’élévation se découvrent au cours de la visite. L'appareil fait recours des moellons en calcaire noyés dans un mortier puissant et des assises de larges tuiles, avec des petites fenêtres plein cintre ornées d'un rayonnement de briques, toutes bouchées. Toutes les ouvertures dans la muraille et dans les tours en dessous du sommet sont postérieurs à la construction du palais, le rempart gallo-romain ayant encore un rôle défensif au XIIe siècle. Seulement les étages hauts des tours, ajoutées au début du Moyen Âge, étaient percés de fenêtres et abritaient des pièces : en dessous, les tours étaient pleines, remplies de gravats. Au sous-sol, les vestiges d’une maison gallo-romaine ont par ailleurs été exhumés et intégrés au parcours.
Hormis l'enceinte gallo-romaine, la partie la plus ancienne de l'ancien évêché est un mur du XIIe siècle percé de deux baies plein cintre, aux combles de la galerie Renaissance, entre les tours disparues no 5 et 6. Entre la galerie et le palais épiscopal médiéval, subsistent également trois portes sous des arcs plein cintre, avec des linteaux droits et des ouvertures rectangulaires. Beaucoup de traces anciennes ont disparu lors du remaniement du pignon vers la cathédrale et de la façade sur la rue du chancelier Guérin, au XIXe siècle,,.

#### Le corps central

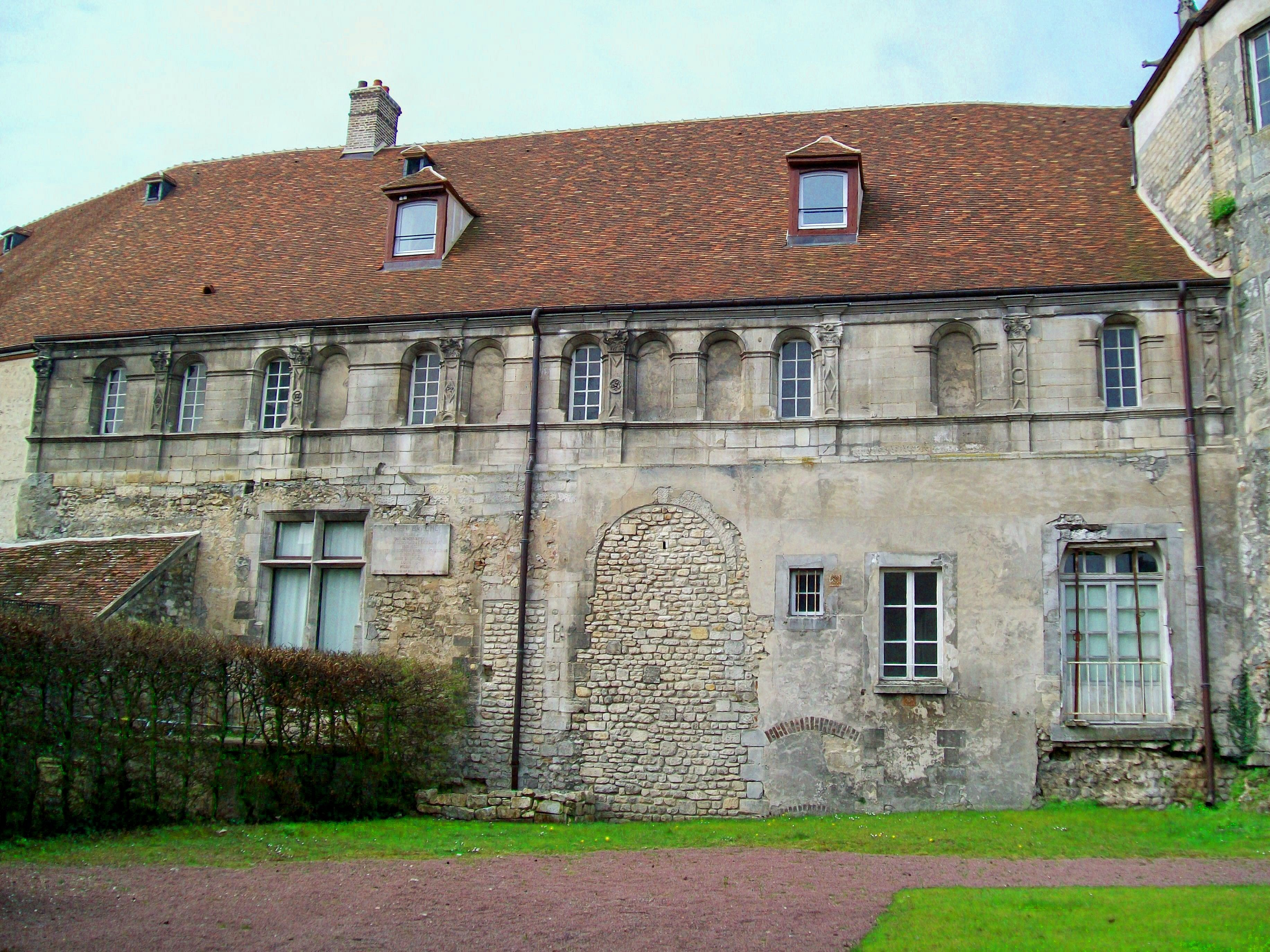
Façade nord-est du palais ; au dernier étage, la galerie Renaissance.

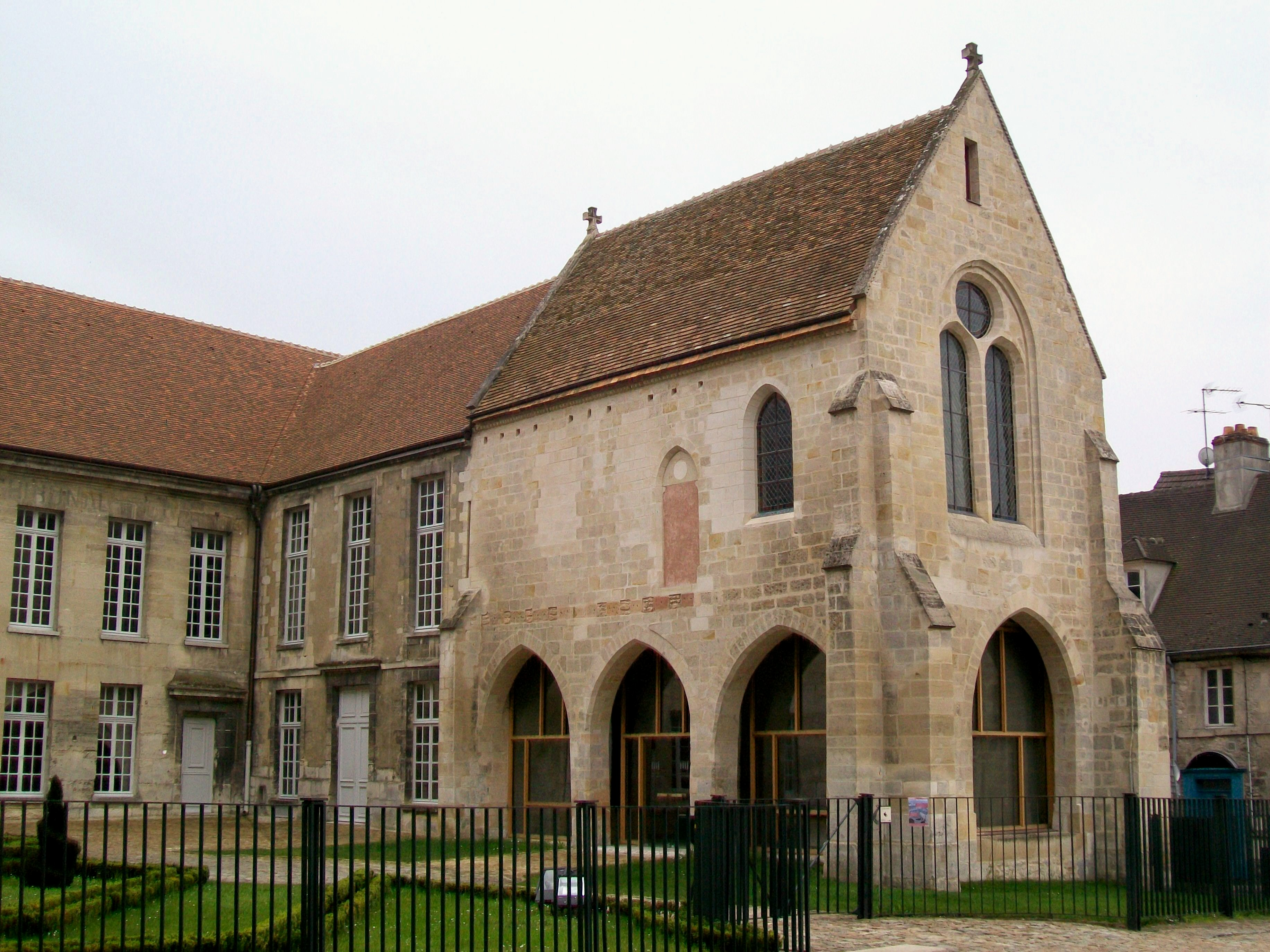
La chapelle du chancelier Guérin, façades nord et ouest.

Dans sa partie sud, entre l'ancienne tour no 5 et le pignon sur la rue du Chancelier-Guérin, l'ancien palais épiscopal abrite deux grandes salles superposées, l'une au premier sous-sol, et l'autre au rez-de-chaussée. Toutes les deux ont servi de cellier et de magasin. Voûtées d'ogives, chacune se compose à l'origine de deux vaisseaux à cinq travées, dont seulement quatre restent au rez-de-chaussée. Le profil des branches d'ogives est plutôt archaïque, mais certaines particularités indiquent une période de construction des voûtes à la fin du XIVe siècle, ce qui coïncide avec les mentions n'apparaissant que tardivement dans les textes. D'autre part, des indices montrent que les salles existaient déjà avant la construction des voûtes. Le mur occidental atteint une épaisseur de 1,5 m et provient probablement du XIIe siècle. La majestueuse façade vers la place Notre-Dame ne date par contre que du début du XVIIIe siècle.
Entre 1499 et 1515, la tour des Anges est aménagée avec la création de l'oratoire dite aussi chambre des Anges (ou chapelle des Anges). Son plafond est voûté d'ogives avec des arcs prismatiques, qui reposent sur des consoles sculptées en anges musiciens ou portant des phylactères.
La galerie Renaissance de l'évêque Guillaume Petit à l'arrière du bâtiment, sur le sommet de la muraille gallo-romaine, est d'une vingtaine d'années plus récente. Elle se présente comme une succession irrégulière de baies plein cintre, au-dessus desquelles court un cordon mouluré. Des pilastres structurent la façade verticalement ; ils sont répartis à peu près à équidistance et ornés alternativement de losanges et de médaillons. Un décor semblable se trouve sur le mur de l'hôtel de Rasse de Saint-Simon, rue Bellon, sans soute l'œuvre du même artiste. Les chapiteaux sont sculptés en masques, animaux, angelots ou motifs floraux,,,.

#### La chapelle du chancelier Guérin et l'aile méridionale
La chapelle Saint-Pierre-et-Saint-Paul aujourd'hui dite du chancelier Guérin est disposée en retour d'équerre de l'aile principale du palais, mais un autre bâtiment d'environ dix mètres de long s'y interpose. Il pourrait s'agir de l'ancienne grande salle de l'évêché jusqu'aux modifications du XIVe siècle. Au rez-de-chaussée se trouvait l'entrée principale du tribunal jusqu'au rachat du palais par la ville, en 1858. La grande salle a complètement disparu et laissé la place à un grand escalier et des petites pièces. La chapelle a été restaurée dans le but de faire réapparaître sa physionomie d'origine, dans la mesure du possible ; les grandes arcades en arc brisé du rez-de-chaussée ont ainsi été mises au jour au nord et à l'ouest. C'est à l'étage que se situait la chapelle proprement dite, mais n'en restent que des fenêtres en arc brisé et la grande baie occidentale, divisée en deux lancettes surmontées d'un oculus. Le plafond voûté en berceau rampant a été complètement refait. La chapelle suscite certaines interrogations, eu égard la disposition irrégulière des ouvertures et son allure archaïque, mais l'absence de documents laisse les réponses en suspens,.

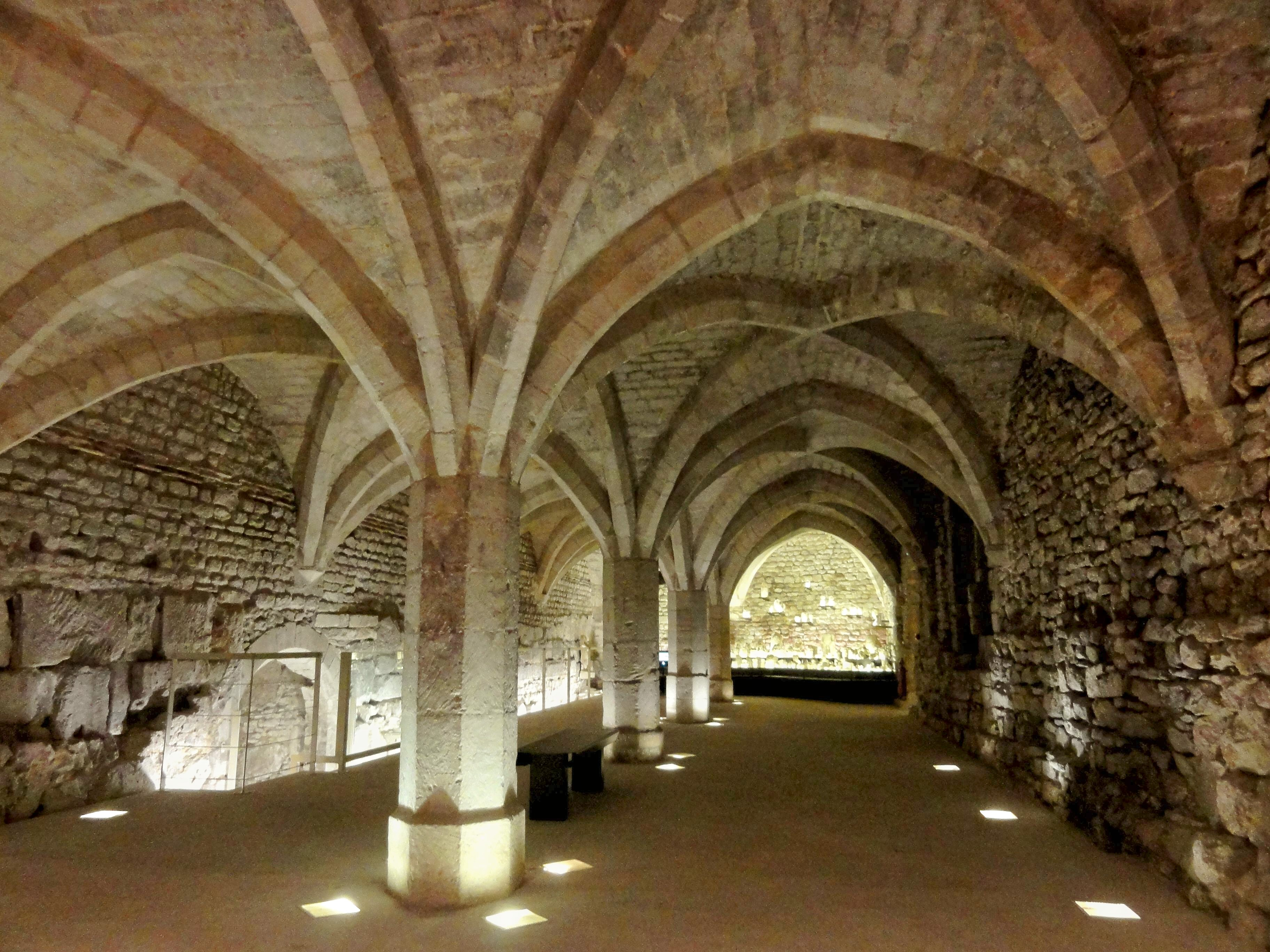
Salle voûtée du sous-sol.
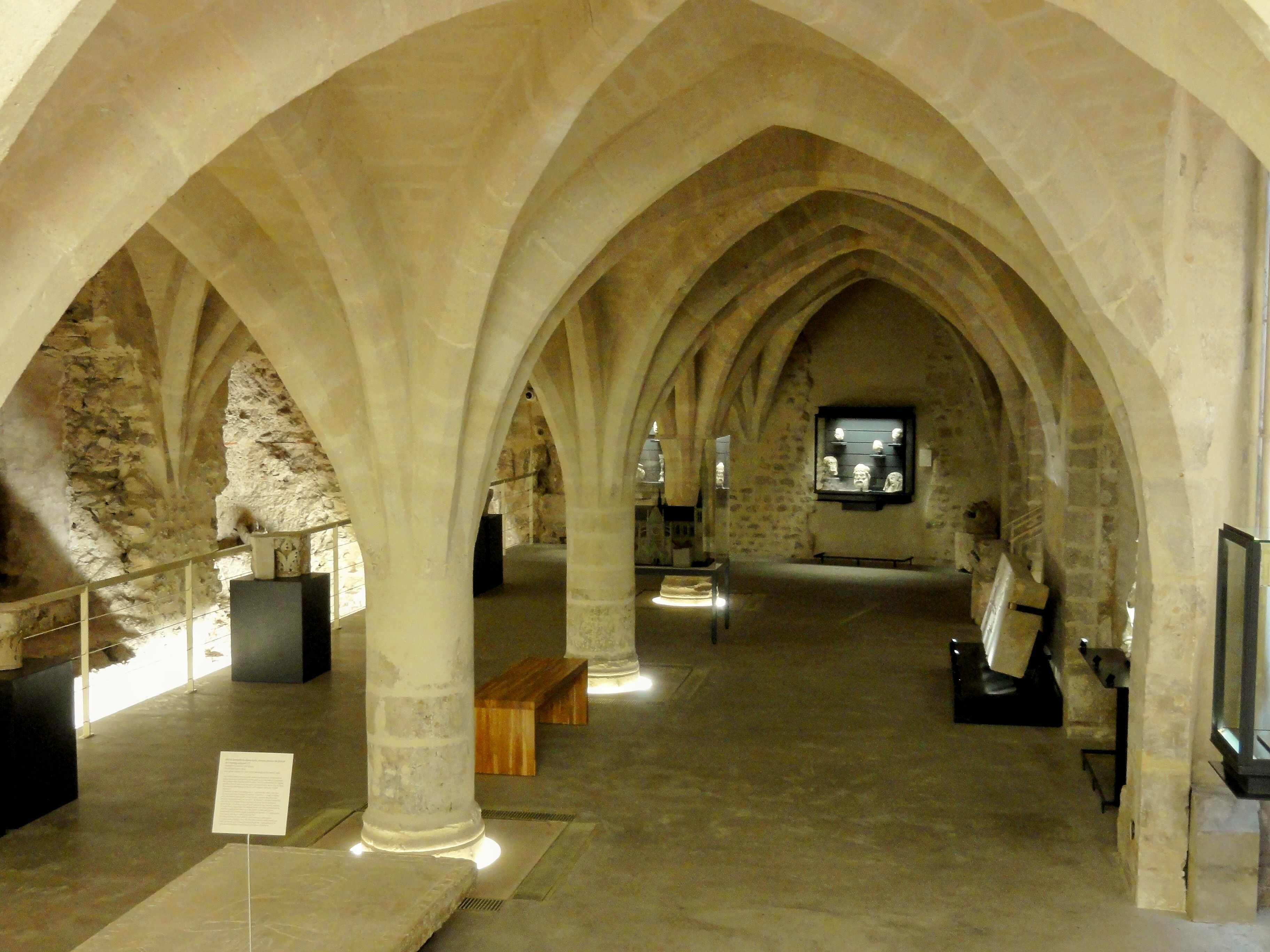
Salle voûtée du rez-de-chaussée.
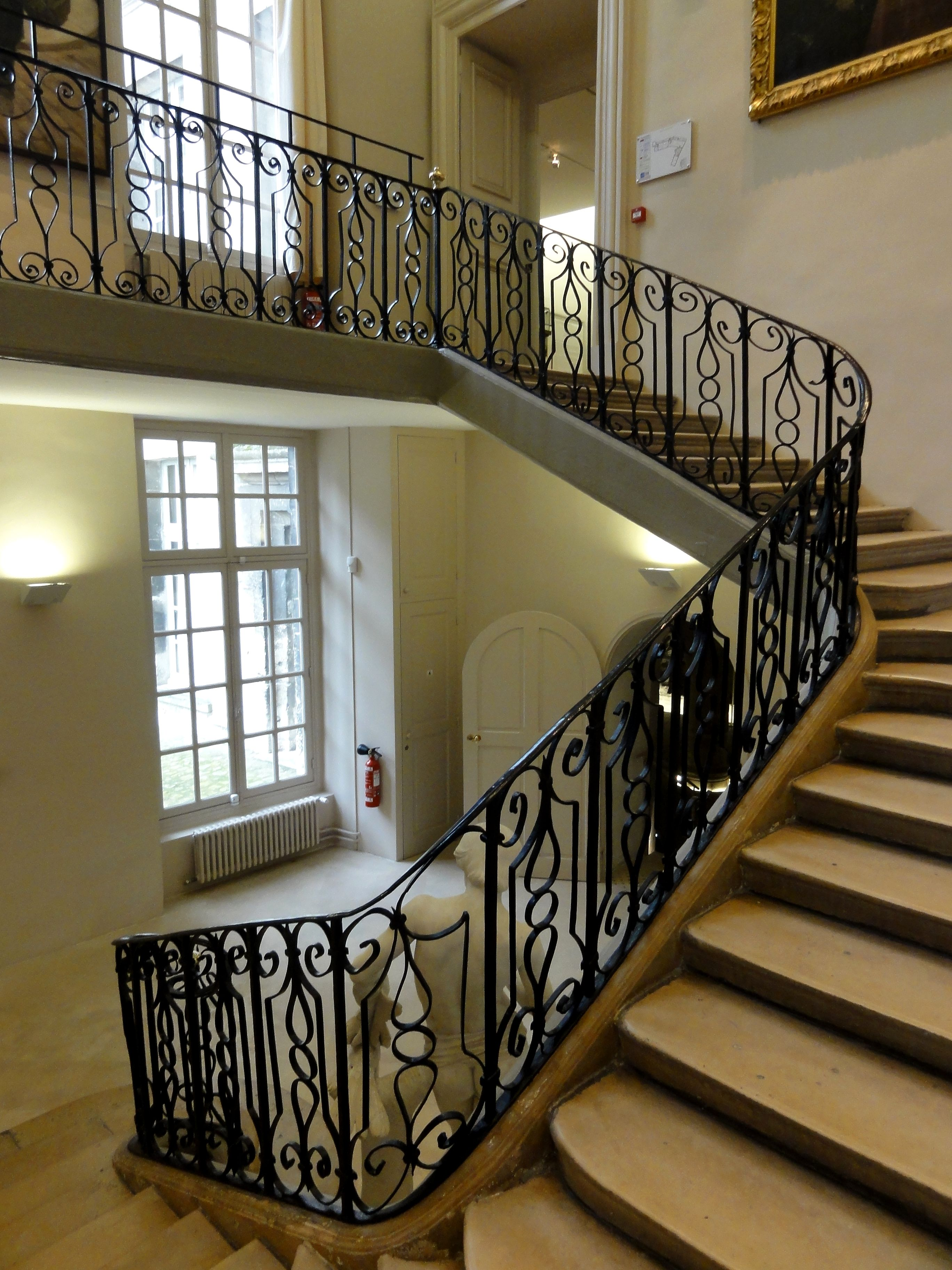
Escalier desservant l'étage.
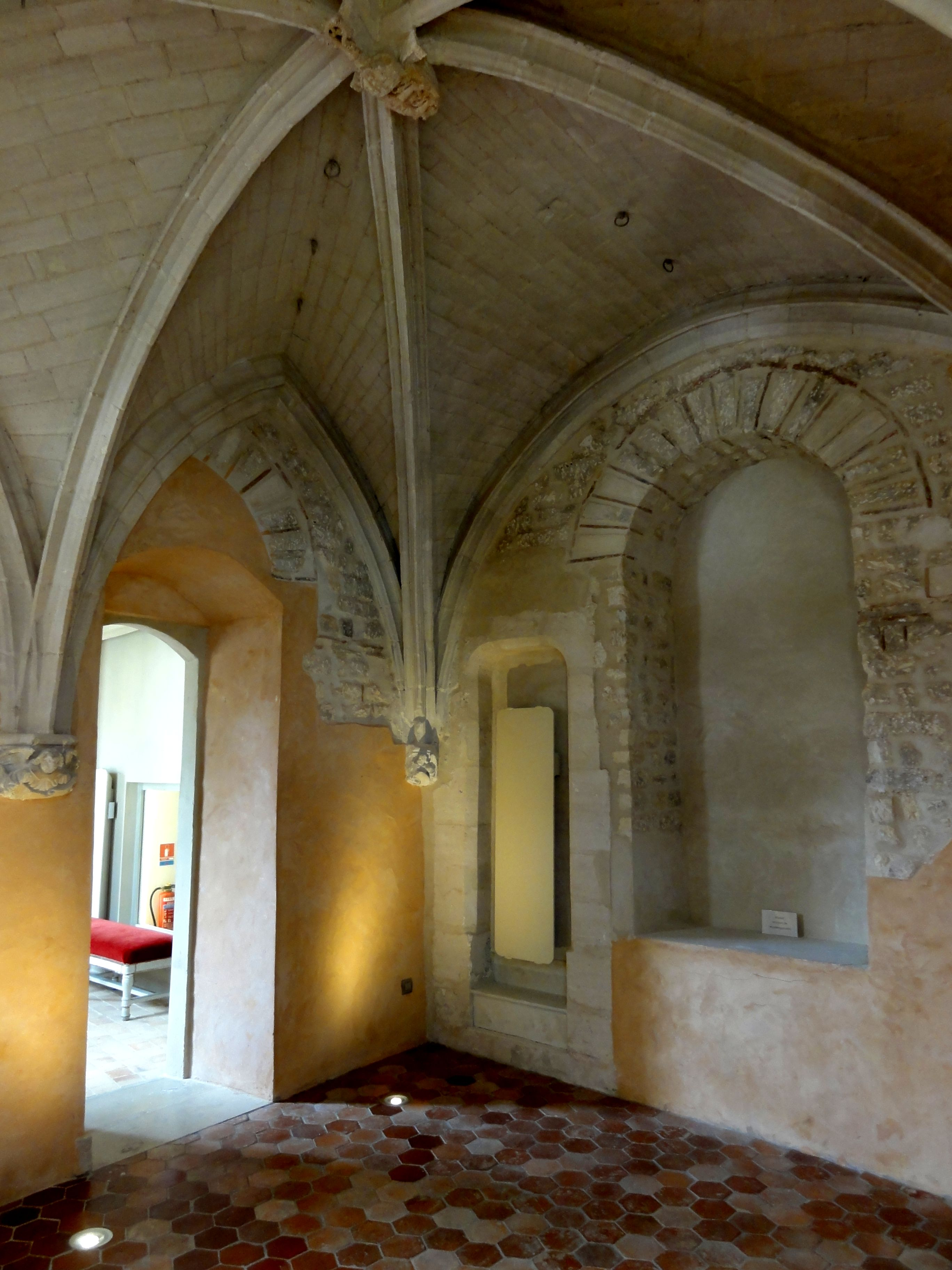
Chambre des anges.
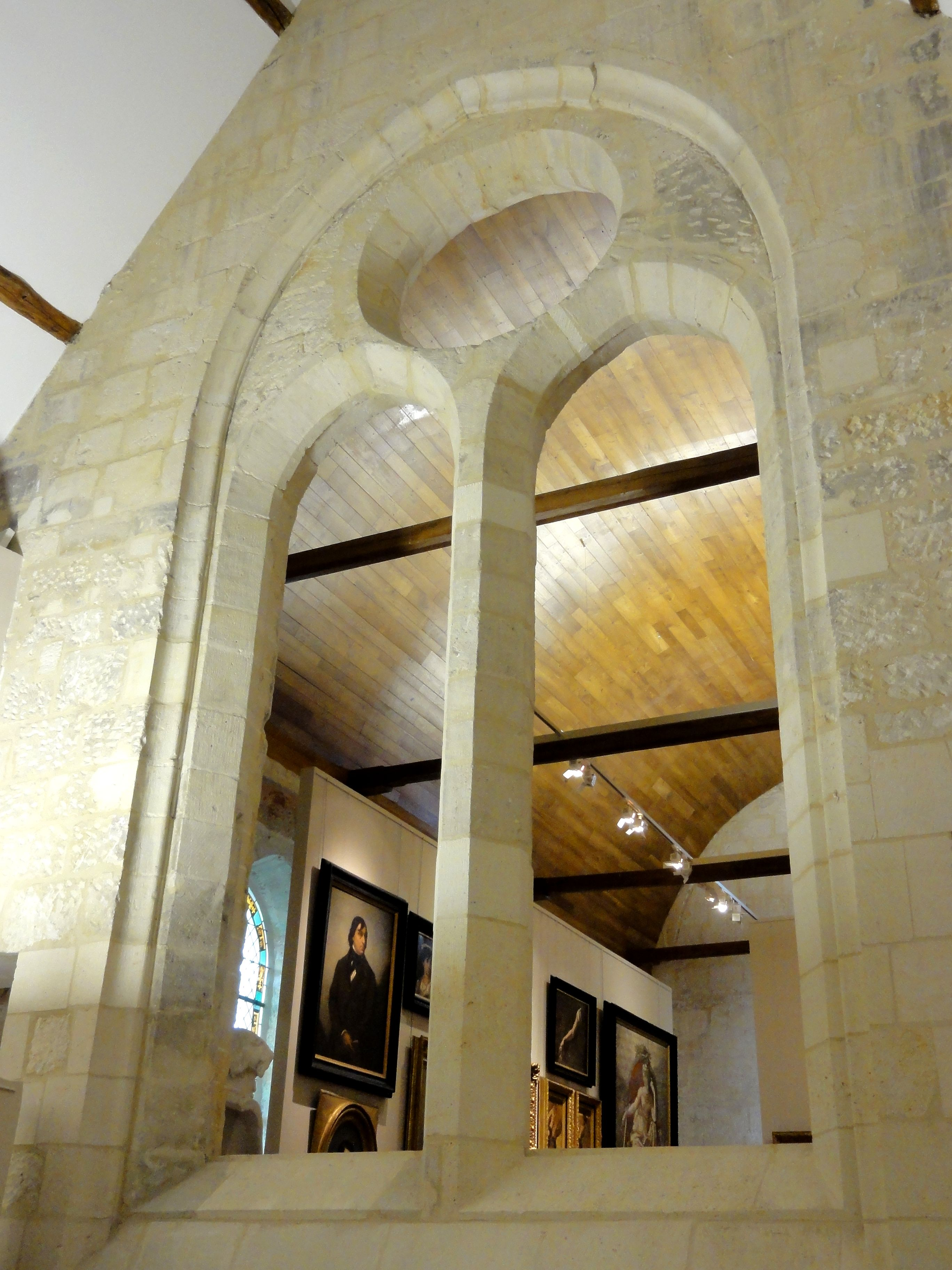
Chapelle du chancelier Guérin.

## Les collections
Le catalogue de l'inventaire du musée est riche de 3 178 entrées. Seulement les objets les plus intéressants ont été sélectionnés pour l'exposition permanente. Bien que représentant la majeure partie de la collection de par le nombre des pièces, le très riche fonds d'estampes, gravures et dessins n'est pas accessible au grand public, hormis quelques échantillons.

### Rez-de-chaussée
Dans la salle basse de la chapelle du chancelier Guérin, par où s'effectue l'entrée, une maquette en bois du secteur sauvegardé de Senlis à l'échelle 1 : 500e est exposée. En bas de l'escalier monumental desservant l'étage, trône la statue en marbre L'Oiseleur (1878) par François Truphème, dépôt de l'État depuis 2006.
La salle voûtée du rez-de-chaussée est consacrée au Moyen Âge et plus particulièrement à la sculpture. Les œuvres les plus réputées sont la crosse de l’évêque Guérin du deuxième quart du XIIe siècle ; une pietà du premier quart du XVIe siècle, d'un artiste anonyme ; et une tête d'homme sculptée du XIIIe siècle connue comme la « tête de Senlis ». Il y a également douze autres têtes sculptées, six chimères, cinq chapiteaux et une gargouille. Une dalle funéraire représentant un laboureur et sa charrue, de 1260 environ, et une pierre tombale de la première moitié du XIIIe siècle, rappelant la dédicace d'une église, sont également remarquables. La paroi délimitant la salle vers le nord n'est autre que l'enceinte gallo-romaine, dont la structure a été minutieusement mise au jour.
Depuis la deuxième salle, il est possible d'accéder dans un renfoncement dans la muraille gallo-romaine, percé lors de la construction de l'une des tours au haut Moyen Âge, aujourd'hui disparue. Cette petite pièce sans ouvertures vers l'extérieur est consacrée à la nécropole de Chambly, utilisée du Ve au VIIe siècle. Les quarante pièces exposées dans la vitrine donnent un aperçu du savoir-faire de l'artisanat d'art de l'époque (bagues, boucles de ceinture, fibules, coupes, vases). Il y a également de divers objets de ferronnerie.
La deuxième grande salle du rez-de-chaussée, entre la salle voûtée et le chevet de la cathédrale, est consacrée à l'archéologie et expose des objets allant de l'âge du fer au haut Moyen Âge (époque mérovingienne), avec toutefois des exceptions. Le centre de la salle est occupé par le socle monumental en bronze de la statue de l'empereur Claude, retrouvé sans la statue dans le périmètre du château royal, en 1952. De différents vestiges en bronze retrouvés près de la statue, parmi une multitude d'objets, sont exposés dans deux vitrines. Une autre pièce phare est le buste de l'empereur Vespasien de la seconde moitié du Ier siècle, découvert à Senlis en 1866,
L'âge du fer est représenté par une vitrine contenant dix-huit objets, dont des céramiques. Deux vitrines rassemblent les petits objets de l'époque gallo-romaine les plus intéressants parmi les vastes collections dont dispose le musée : pièces en bronze, monnaie, urne en verre, etc. Une bonne partie de ces objets proviennent de Senlis et de ses environs. L'art mérovingien est présent avec des bijoux et ornements de différentes matières, des récipients en céramique, une hache etc. ; ces objets sont d'origines diverses. La production de carreaux de pavement de la tuilerie de Commelles à Orry-la-Ville (« fabrique de Commelles ») est exposée dans une autre vitrine ; ces treize carreaux décorés datent des XIIe et XIIIe siècles. Finalement, une dernière vitrine contient huit objets en fer du XIVe siècle provenant du site de fouilles « les fermes du Bellé » à Neuilly-en-Thelle.

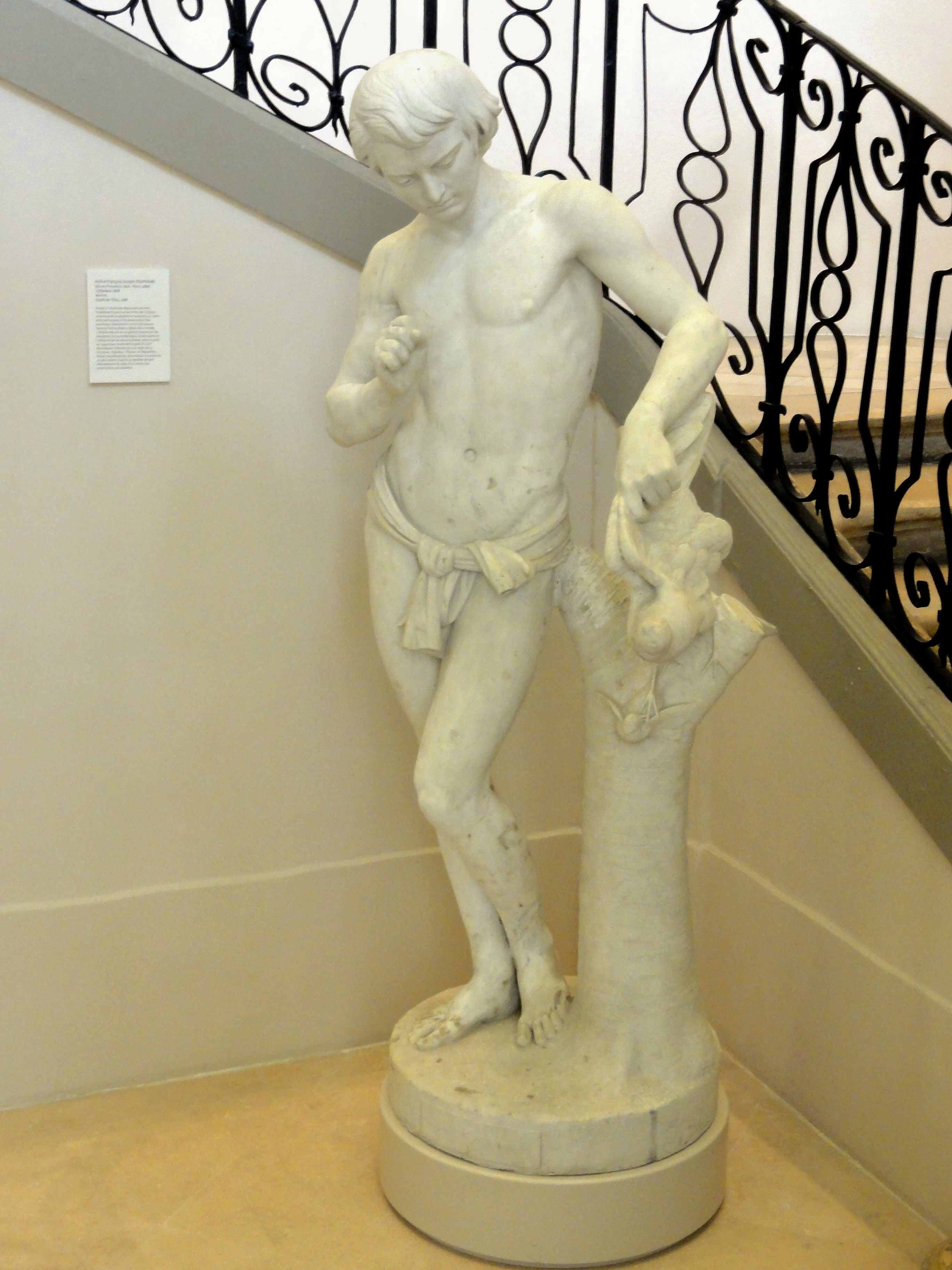
L'Oiseleur par François Truphème, 1878.
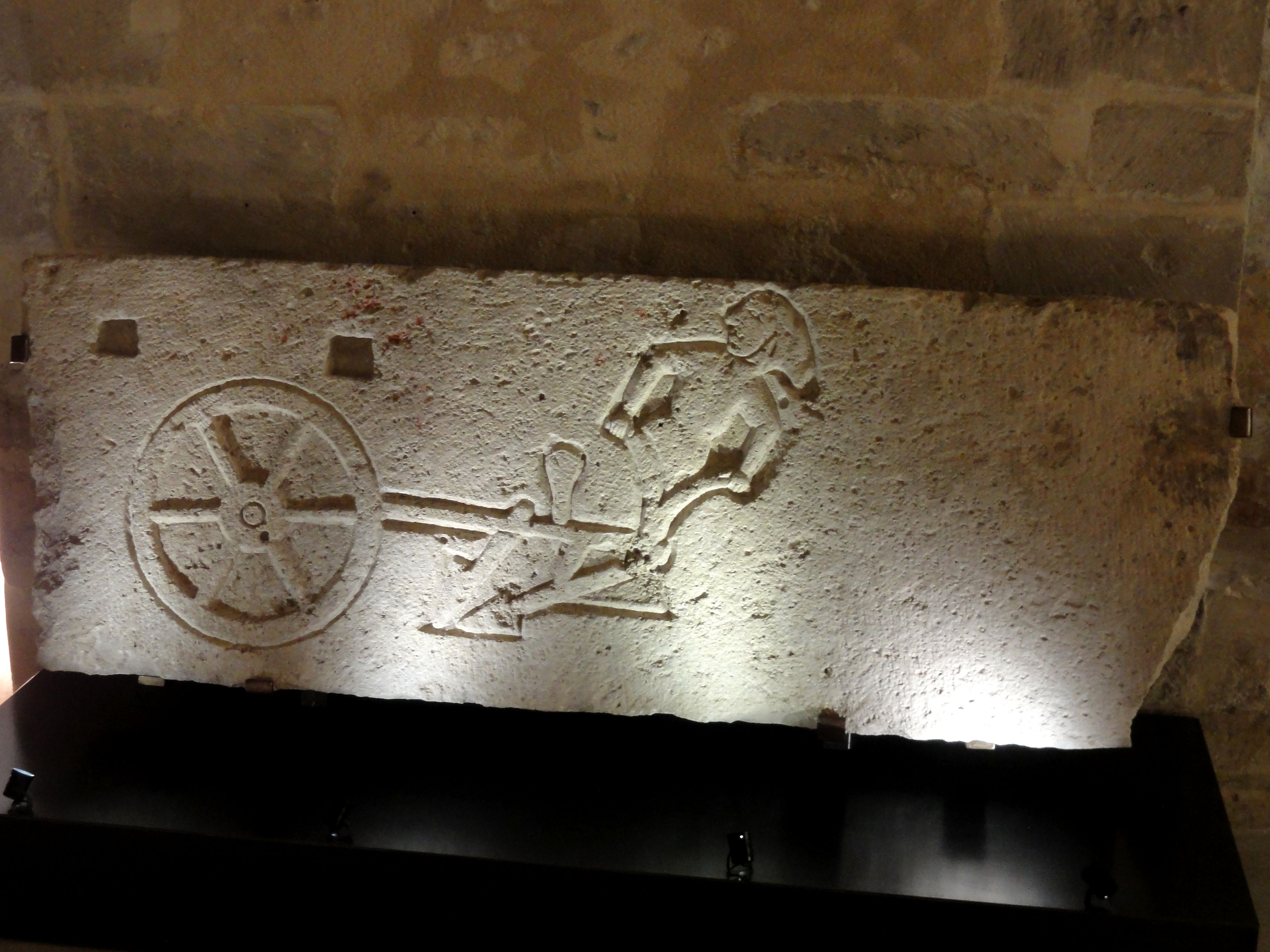
Dalle funéraire - laboureur et soc, vers 1250-1260.
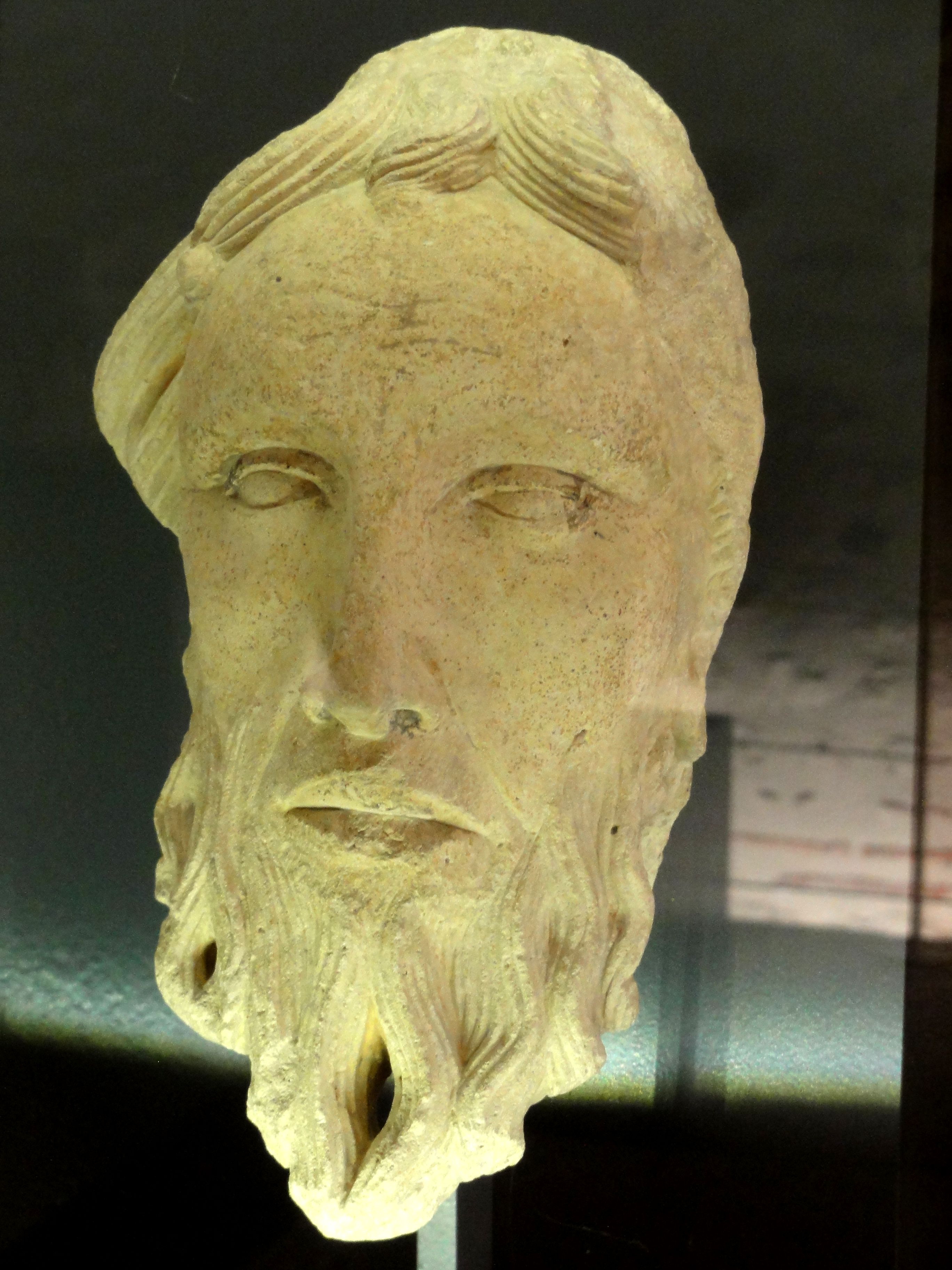
Tête d'homme barbu dite tête de Senlis, Moyen Âge.
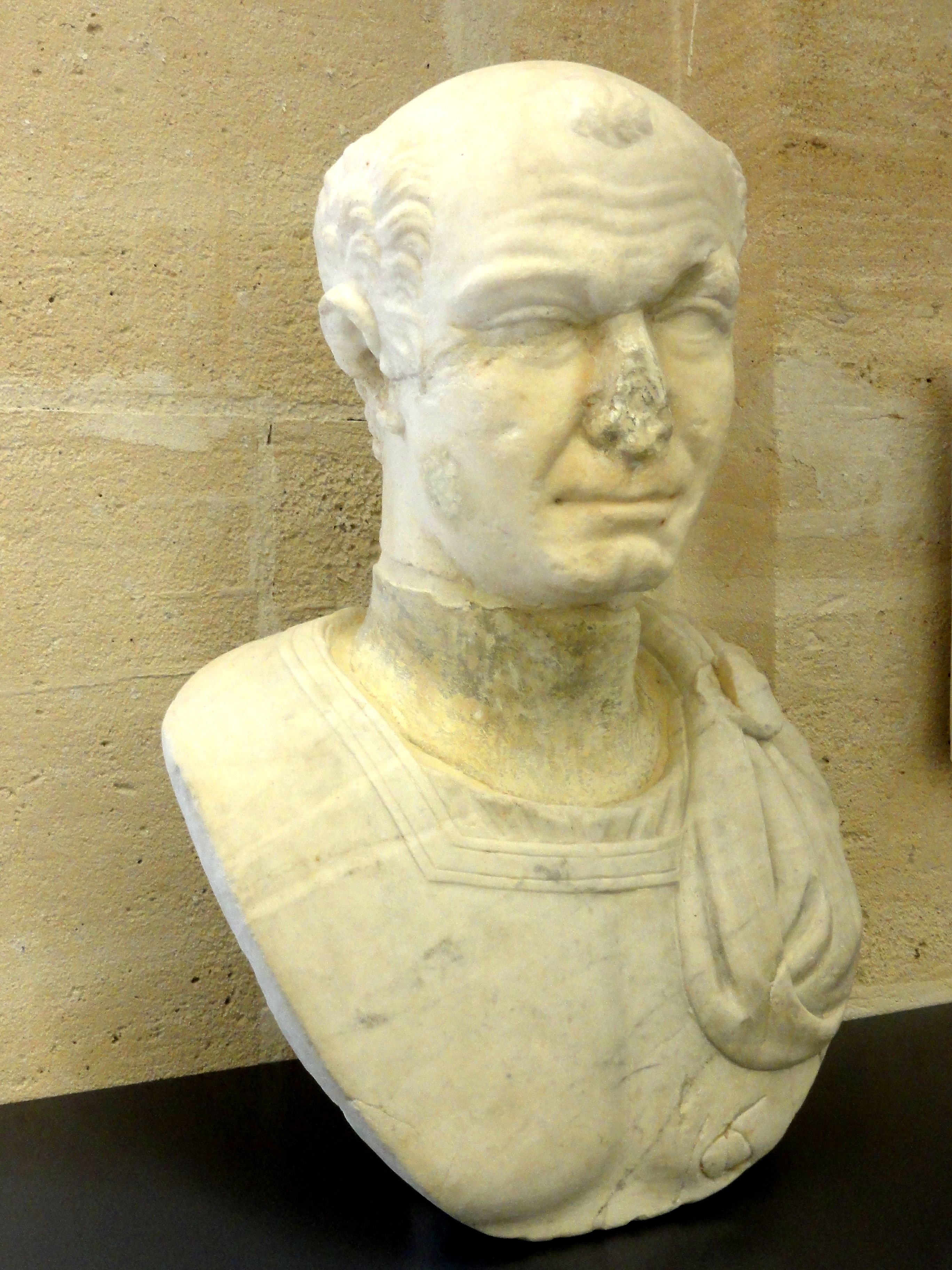
Buste de l'empereur Vespasien.
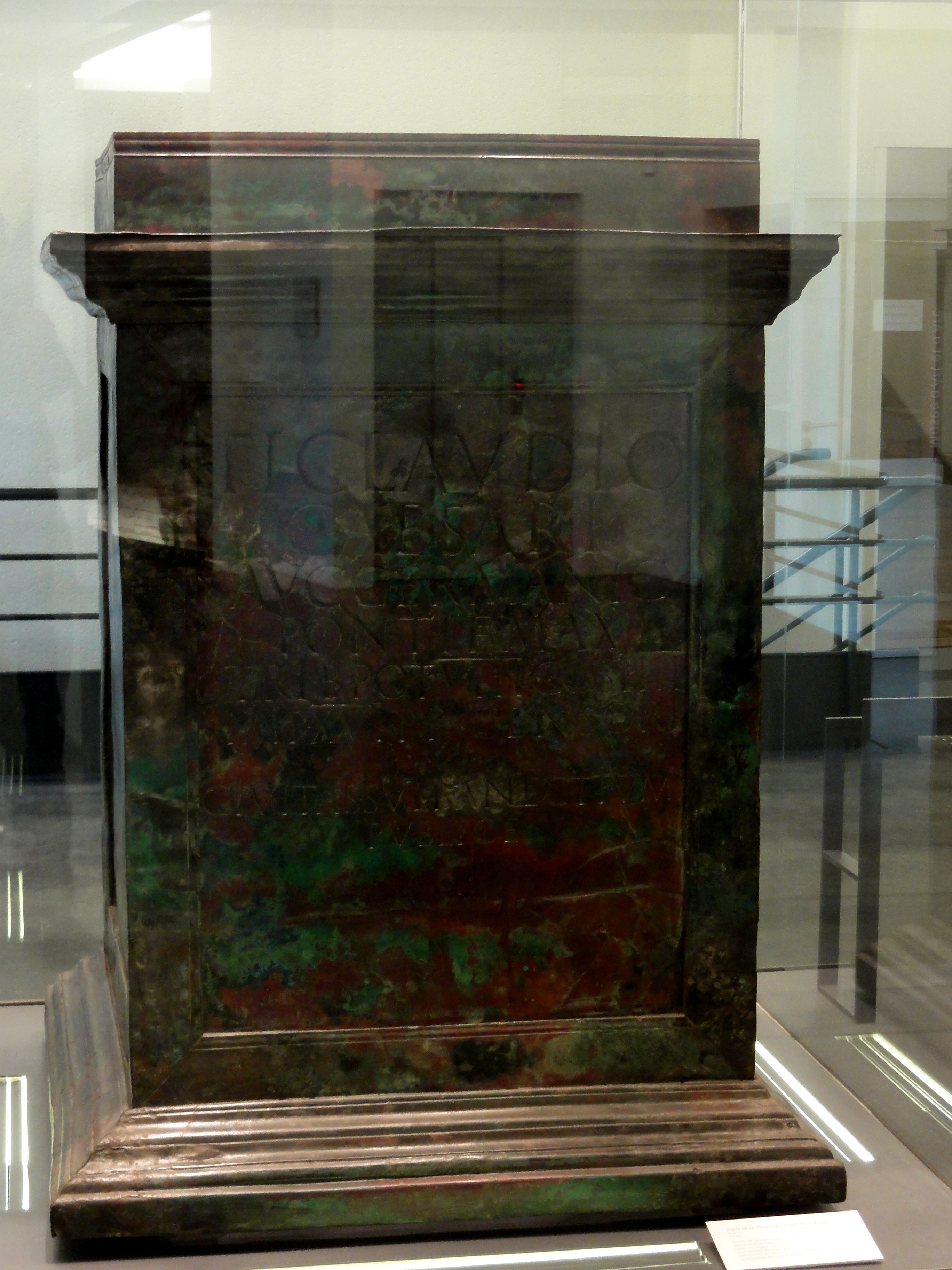
Socle en bronze de la statue de l'empereur Claude.

### Sous-sol
La salle voûtée du sous-sol est consacrée au Temple gallo-romain de la forêt d'Halatte, dont les produits des fouilles n'occupent toutefois qu'une petite partie la superficie. C'est aussi le bâtiment lui-même qui mérite toute l'attention du visiteur et fait partie intégrante de l'exposition du musée. D'une part, il y a les voûtes d'ogives du XIVe siècle ; d'autre part, les fondations de l'enceinte gallo-romaine ont été mises en valeur, ce qui permet de distinguer les vestiges lapidaires de différente nature incorporées dans l'œuvre. Ils rappellent que l'histoire de la ville de Senlis remonte plus loin que les remparts de la cité. L'on voit des blocs de pierre portant des traces sculptées, comme p.ex. des cannelures, ou des vestiges d'inscriptions, mais également de nombreuses meules de petit format. Au milieu de la salle, l'enceinte est percée pour laisser la place à l'entrée d'un long escalier à main, descendant vers le deuxième sous-sol situé à l'extérieur de la cité, et non sous l'ancien palais épiscopal. À l'extrémité orientale de la salle, sont exposées à l'air libre les près de trois cents ex-votos anatomiques du temple d'Halatte, de forme et de taille différentes, témoignages de la vivacité des croyances populaires païennes et de l'imaginaire collectif de l'époque. D'autres objets trouvés sur le périmètre du temple complètent l'exposition : deux statues aux têtes mutilées, une urne, un crâne, cinq pièces de monnaie et dix-sept objets divers, la plupart en bronze ou en terre cuite.

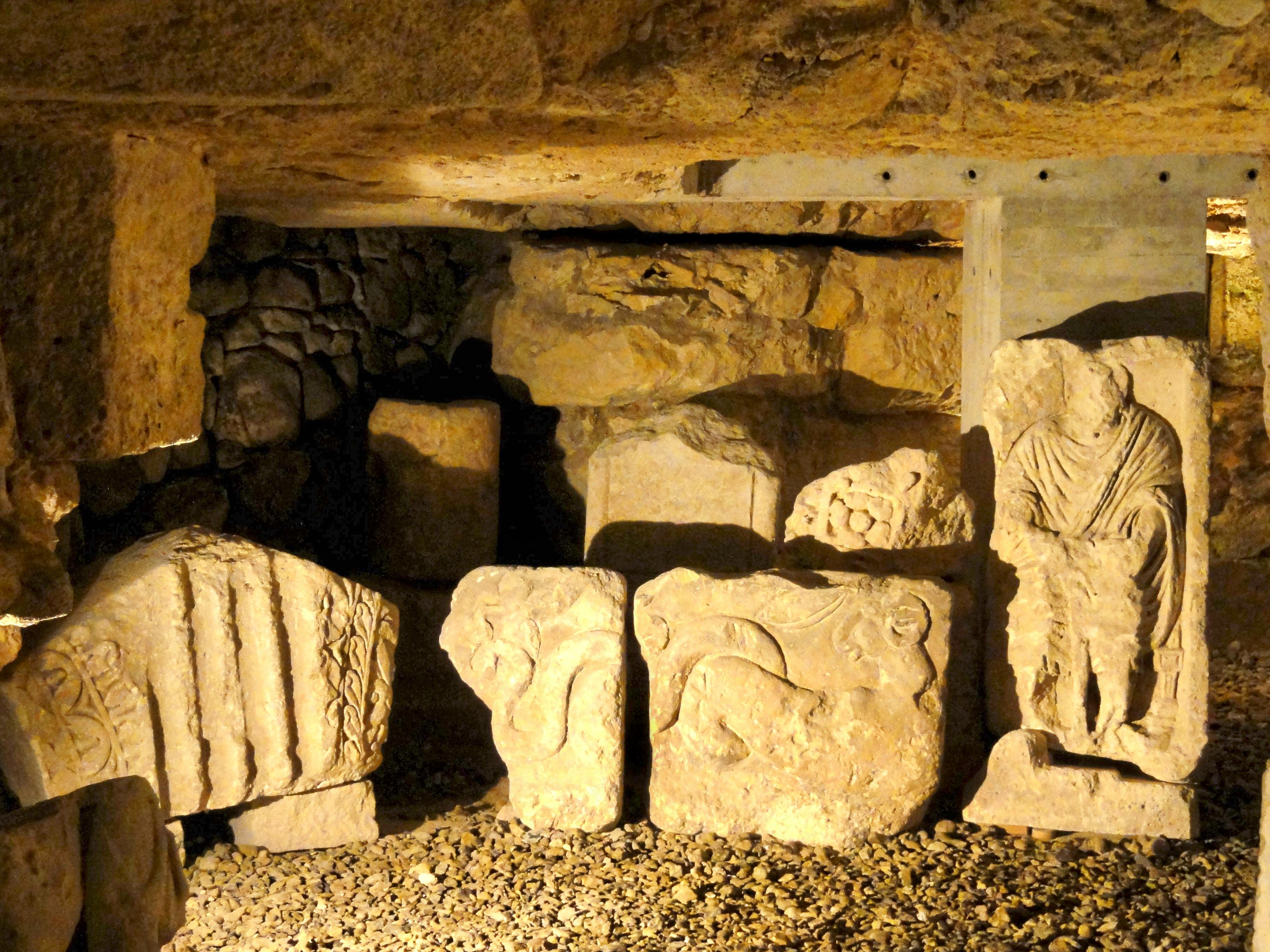
Différents vestiges lapidaires.
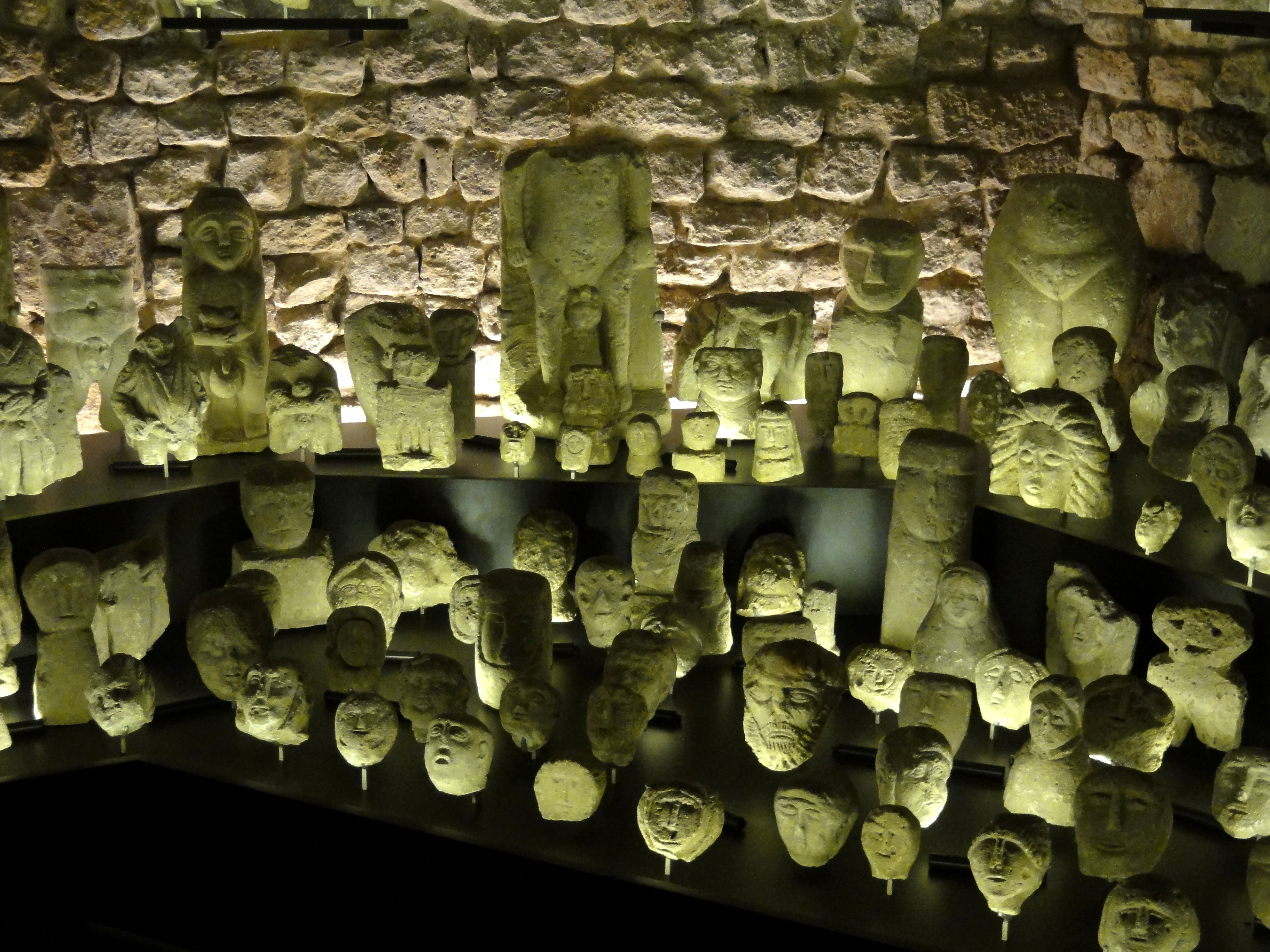
Présentation des ex-voto.
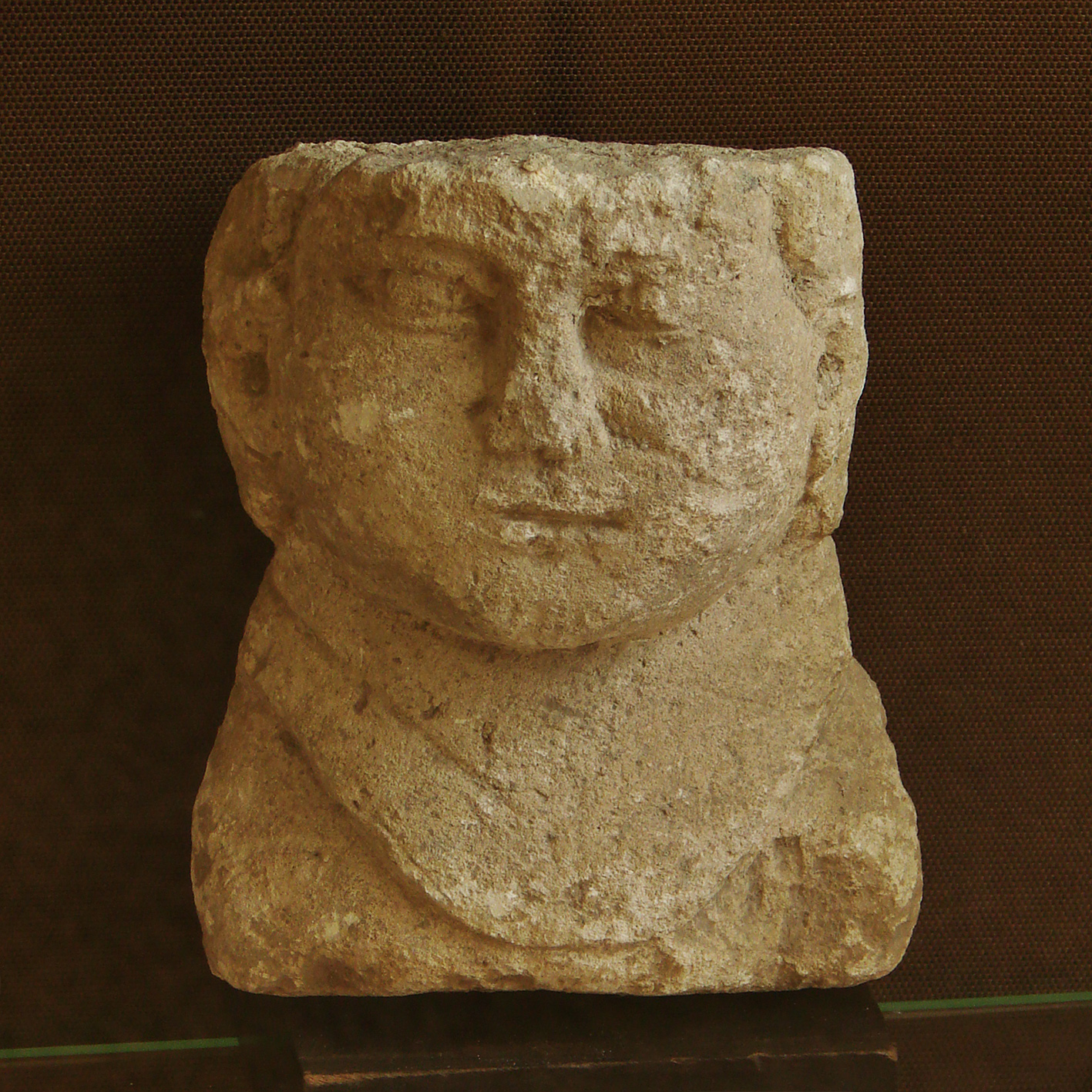
Ex-voto, buste humain.
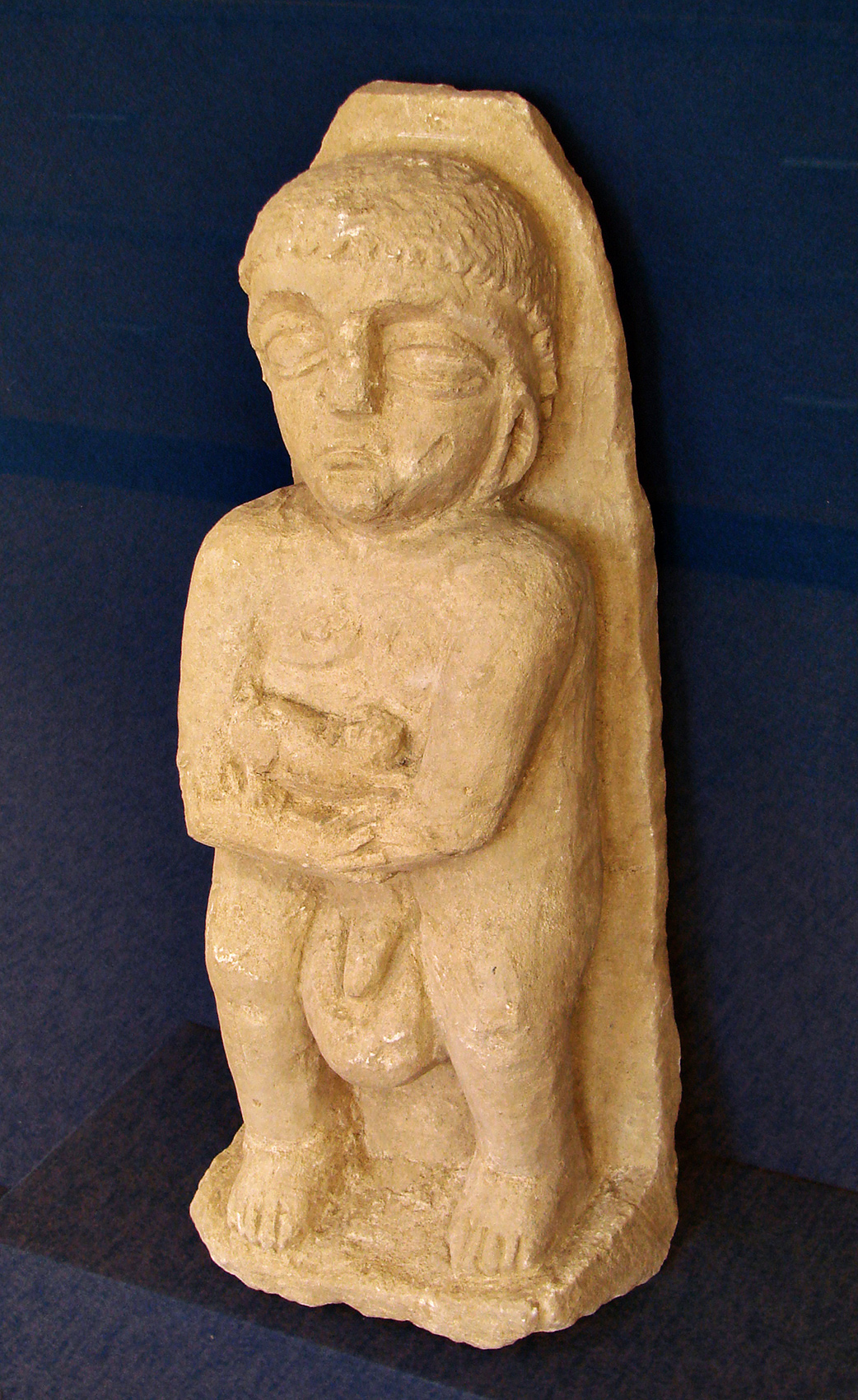
Ex-voto, homme tenant un animal.
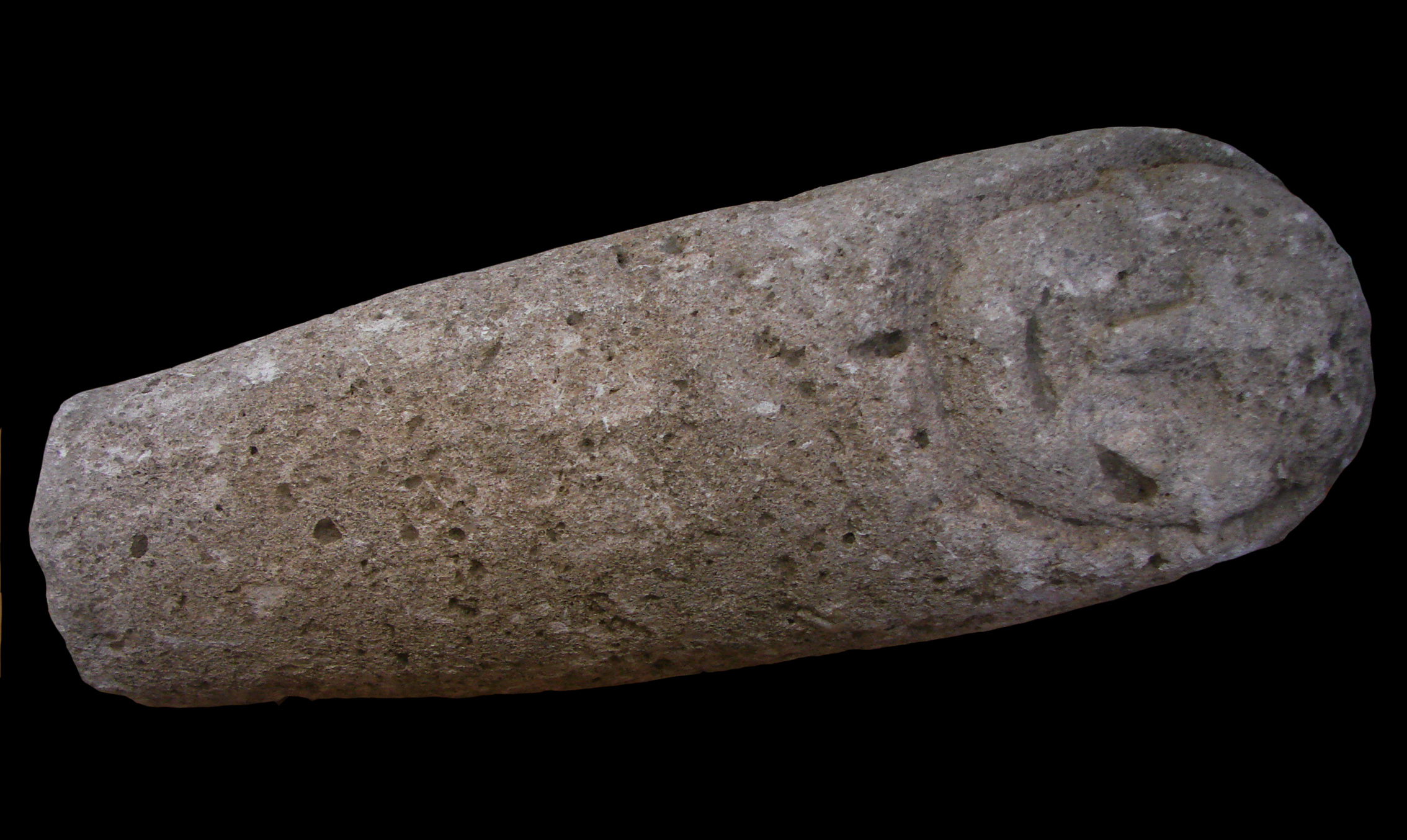
Ex-voto, bébé emmailloté.
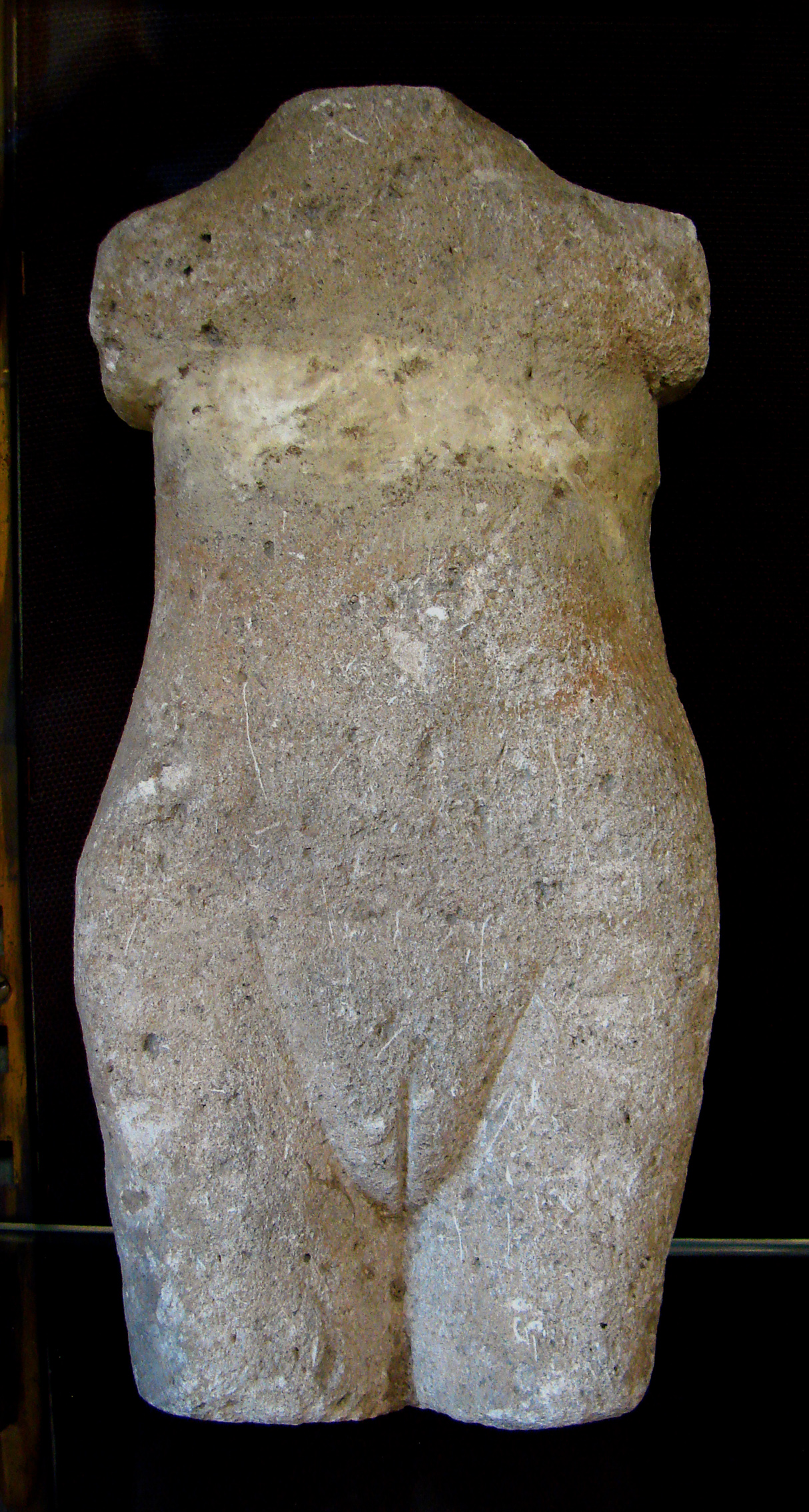
Ex-voto, torse féminin.

L'autre grande salle du sous-sol ne constitue pas un élément de l'ancien palais épiscopal, mais abrite les fondations d'un domus gallo-romaine du IIe ou IIIe siècle, conservées in situ. Elles ont été découvertes en 1986 à 2,2 m au-dessous du niveau du sol et sont dans un bon état de conservation. Un parcours aménagé permet d'apprécier de près ces vestiges relativement rares : en effet, la délimitation du Senlis antique correspondant largement au secteur sauvegardé actuel, les possibilités d'effectuer des fouilles sont limitées, et la construction des caves médiévales a provoqué la destruction d'une grande partie de la mémoire archéologique de la ville. À l'instar des deux salles voûtées, la muraille gallo-romaine a également été mise en exergue. Dans un petit renfoncement caverneux, une quinzaine de vestiges lapidaires gallo-romains a trouvé refuge.

### Étage

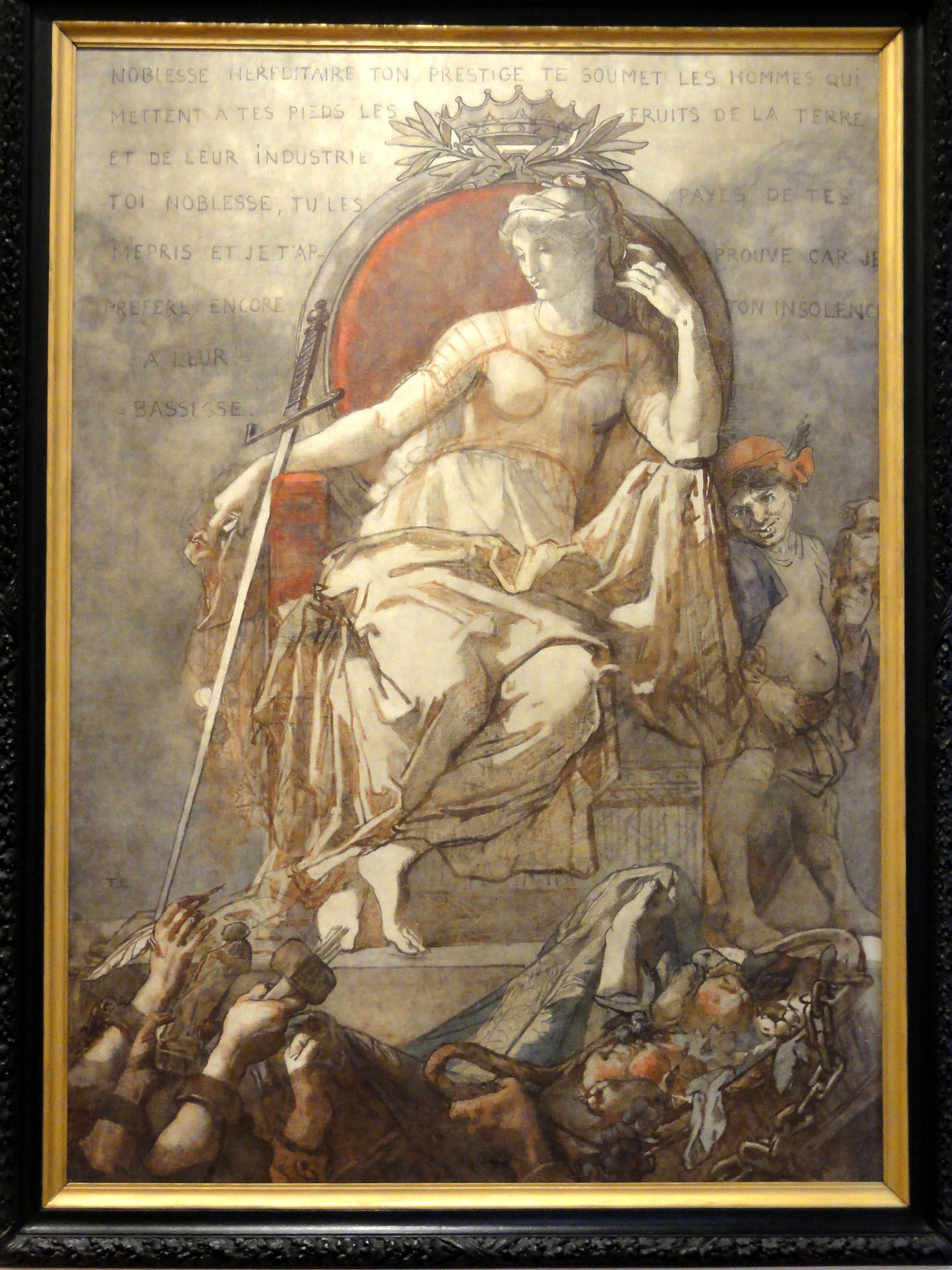
Thomas Couture, La Noblesse.

#### Escalier d’honneur
Trois peintures de grand format sont accrochées dans l'escalier d'honneur : Les Numismates par Louis-Jean Charbonnel (Bélinay 1848 - Paris 1885) de 1876 ; Aux enfants assistés : l'abandon par Édouard Gelhay (Braine-sur-Vesle 1856 - Paris 1939) de 1886, donné par le baron Alphonse de Rothschild en 1887 ; et Matines par Émile Renard (Sèvres 1850 - Barbizon 1930) de 1894, donné par la baronne James de Rothschild en la même année. Ce dernier tableau a été montré sur plusieurs expositions avant la Première Guerre mondiale, dont l'exposition universelle de 1900.

#### Chapelle du chancelier Guérin et son antichambre: Thomas Couture
La chapelle du chancelier Guérin, pendant un temps atelier du peintre académique Thomas Couture natif de Senlis, accueille, depuis 2012, les œuvres de l'artiste de la collection du musée. L'artiste est représente par un buste en marbre par Tony Noël, exécutée à titre posthume vers 1885 en reprenant la buste en bronze sur sa tombe au cimetière du Père-Lachaise. Un total de vingt-neuf œuvres de Thomas Couture sont exposées, dont quatre dessins et dix études pour des peintures monumentales. Seulement une minorité appartiennent au musée, la plupart étant des dépôts d'autres musées. S'y joignent quelques tableaux faisant référence à l'artiste.

#### Grande salle: peintures duXVIIeauXIXesiècle

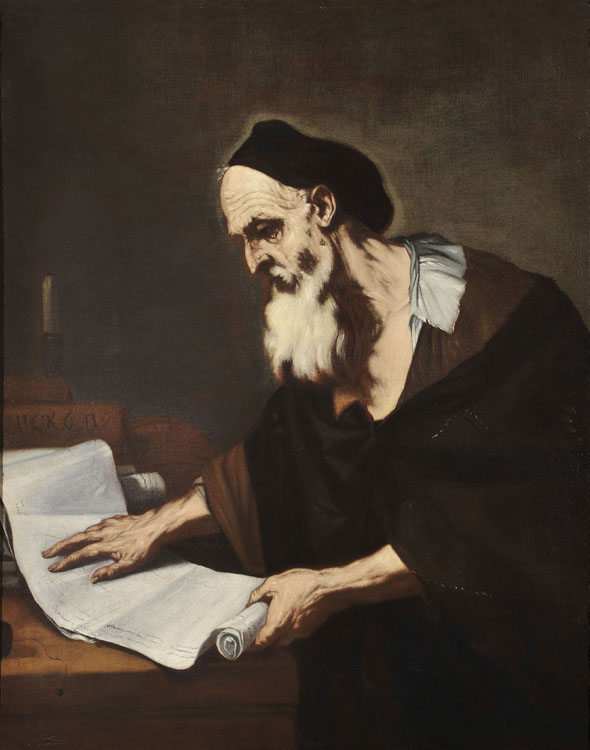
Philosophe par Luca Giordano.

La collection des peintures du XVIIe au XIXe siècle est assez éclectique, car provenant pour l'essentiel de dons de particuliers au musée de la ville, effectués en bonne partie à l'occasion de l'ouverture du musée dans la chapelle de l'hôpital de la Charité en 1888. Le point commun des tableaux est leur grande qualité ; en effet, la plupart des artistes représentés sont très réputés. Quelques œuvres ont été offertes dès leur exécution par l'auteur, d'autres ont été données par les familles des artistes. Les principaux donateurs avant la Première Guerre mondiale sont Paul Marmottan et Alphonse de Rothschild, puis Antoine Reyre en 1934. À partir de la fin des années 1980 commence le mécénat du FRAM, qui soutient l'acquisition d'une à deux peintures par année jusqu'à la fin du XXe siècle. La cathédrale de Senlis a déposé nombre de tableaux religieux au musée, et ceci de la fin du XIXe siècle jusqu'à l'époque actuelle. Globalement, les sujets représentés sont des plus divers : scènes bibliques et mythologiques, portraits, paysages, scène de genre de la vie quotidienne. Si aucune école ne prévaut pour les œuvres des XVIIe et XVIIIe siècles, la peinture académique et naturaliste domine parmi les tableaux du XIXe siècle, contexte dans lequel le « tisserand breton » de Paul Sérusier détonne. La liste ci-dessous donne l'ensemble des peintures du XVIIe au XIXe siècle exposées dans la grande salle, avec leur provenance.

#### Chambre deMgrBlanchefort: Les primitifs modernes

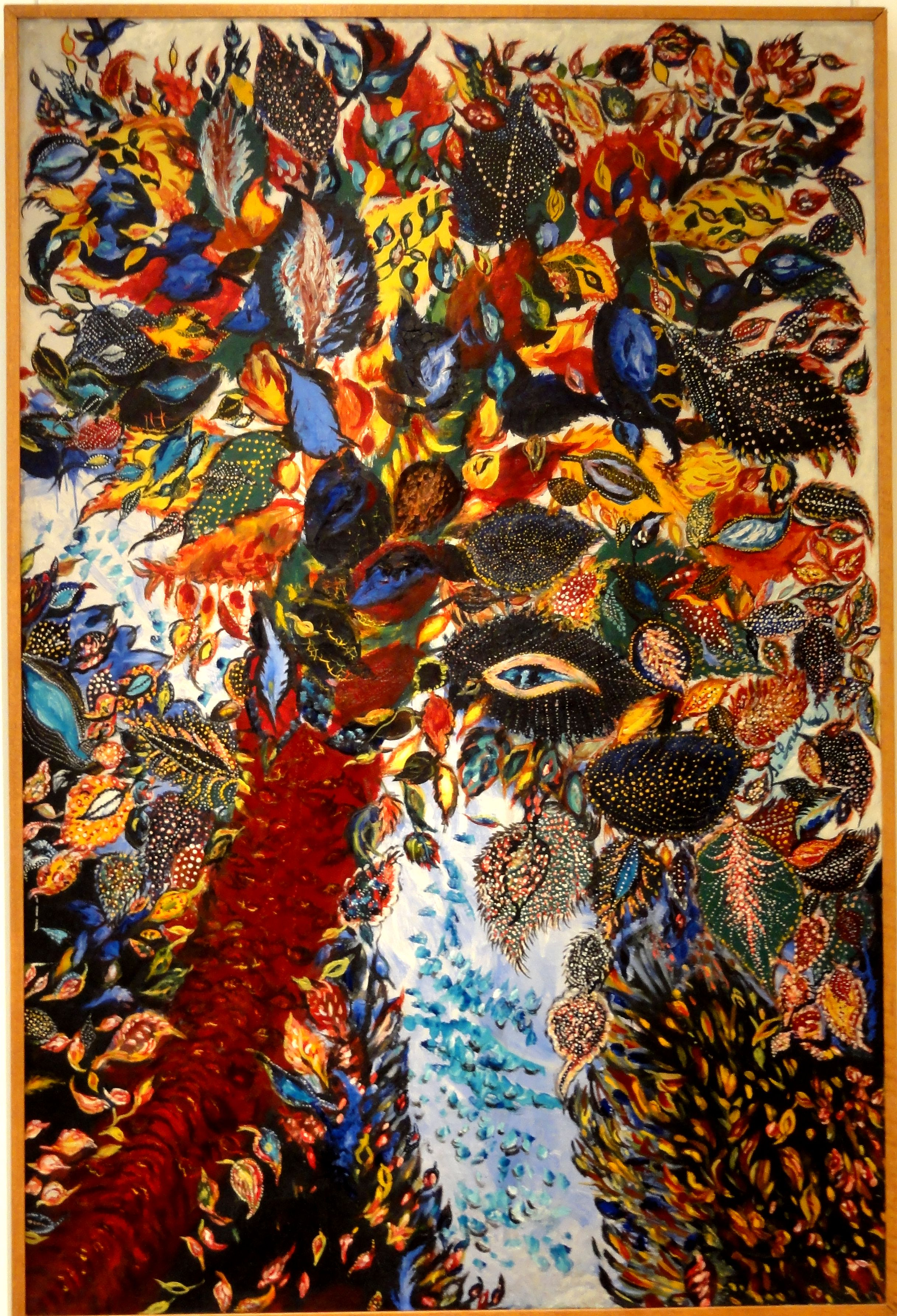
Séraphine, L'arbre de Paradis.

Le galeriste, collectionneur et critique d'art allemand Wilhelm Uhde, ayant longtemps vécu à Senlis ainsi qu'à Chantilly, a trouvé le terme des « primitifs modernes » pour désigner cinq représentants de l'art naïf dont il faisait la promotion : Séraphine Louis dite Séraphine de Senlis, André Bauchant, Camille Bombois, Louis Vivin et bien sûr Henri Rousseau, dit le douanier Rousseau. Jusqu'en 1974, aucun de ces artistes n'était représenté aux musées de Senlis, puis la sœur d'Uhde, Anne-Marie Uhde, offre à la ville le tableau « restauré » par Séraphine, Bouquet de fleurs.
À sa disparition en 1988, Anne-Marie Uhde lègue à la ville trois de ses propres œuvres ; l'un des chefs-d'œuvre de Séraphine, L’Arbre de vie ; deux peintures de Louis Vivin ; deux peintures de C. Royer, artiste dont peu d'éléments bibliographiques sont connus ; ainsi que le portrait d'Anne-Marie Uhde par Helmut Kolle. Par ailleurs, Anne-Marie Uhde avait déjà offert dix-huit se ses œuvres en 1984. Ce noyau de collection d'art naïf a été complété dès 1989 par un important dépôt du musée national d'art moderne, comprenant un tableau d'André Bauchant ; six tableaux de Camille Bombois ; deux tableaux de Dominique Peyronnet (artistes non encore présentes à Senlis jusque-là) ; ainsi que six tableaux de Louis Vivin. Quatre tableaux de Séraphine, deux autres peintures d'André Bauchant et une de Camille Bombois ont été achetés en 1988, pendant les années 1990 et en 2009 grâce au mécénat. Puis dernièrement en 2012, les amis du musée ont financé une septième œuvre de Bombois. Le douanier Rousseau, sans doute le représentant des « primitifs modernes » le plus connu, n'est pas encore représenté dans la collection du musée d'art et d'archéologie.
La liste suivante donne les peintures du XXe siècle par ordre alphabétique des artistes.

## Visite
Le musée est ouvert du mercredi au dimanche, et sauf certains jours fériés, de 10 h à 13 h et de 14 h à 18 h.
L'entrée au musée est gratuite pour les jeunes de moins de dix-huit ans, les bénéficiaires des minima sociaux et pour les Senlisiens, ainsi que pour tous le premier dimanche de chaque mois. Un billet combiné pour les trois musées de la ville existe (6 €). Toutes les salles sont accessibles en visite libre. L'ensemble du musée est accessible aux personnes handicapées. La tour des Anges et la galerie Renaissance ont été inaugurées le 24 novembre 2012.